# Зла королева
Зла королева (нім. böse Königin, англ. Evil Queen, Wicked Queen) є вигаданим персонажем і головним антагоністом Білосніжки, німецької казки, записаної братами Грімм. Найпопулярнішою версією Злої Королеви є та, що показана в мультфільмі Білосніжка студії Дісней. Першу діснеївську лиходійку озвучила Люсіль Ла Верн.
Зла Королева — мачуха Білосніжки. Протягом усієї історії вона одержима ідеєю бути найкрасивішою в країні. Коли чарівне дзеркало Королеви показує, що юна принцеса Білосніжка стала красивішою за неї, Зла Королева вирішує вбити Білосніжку за допомогою чаклунства. Коли ця спроба провалюється, Білосніжку рятують, а Злу Королеву страчують за її злочини. Казка дидактична, призначена для застереження маленьких дітей від небезпеки нарцисизму, гордості та зарозумілості, і це демонстрація перемоги добра над злом.
У деяких версіях казки образ королеви був перероблений або зображений співчутливіше, в ролі протагоніста, антигероя або трагічного героя.

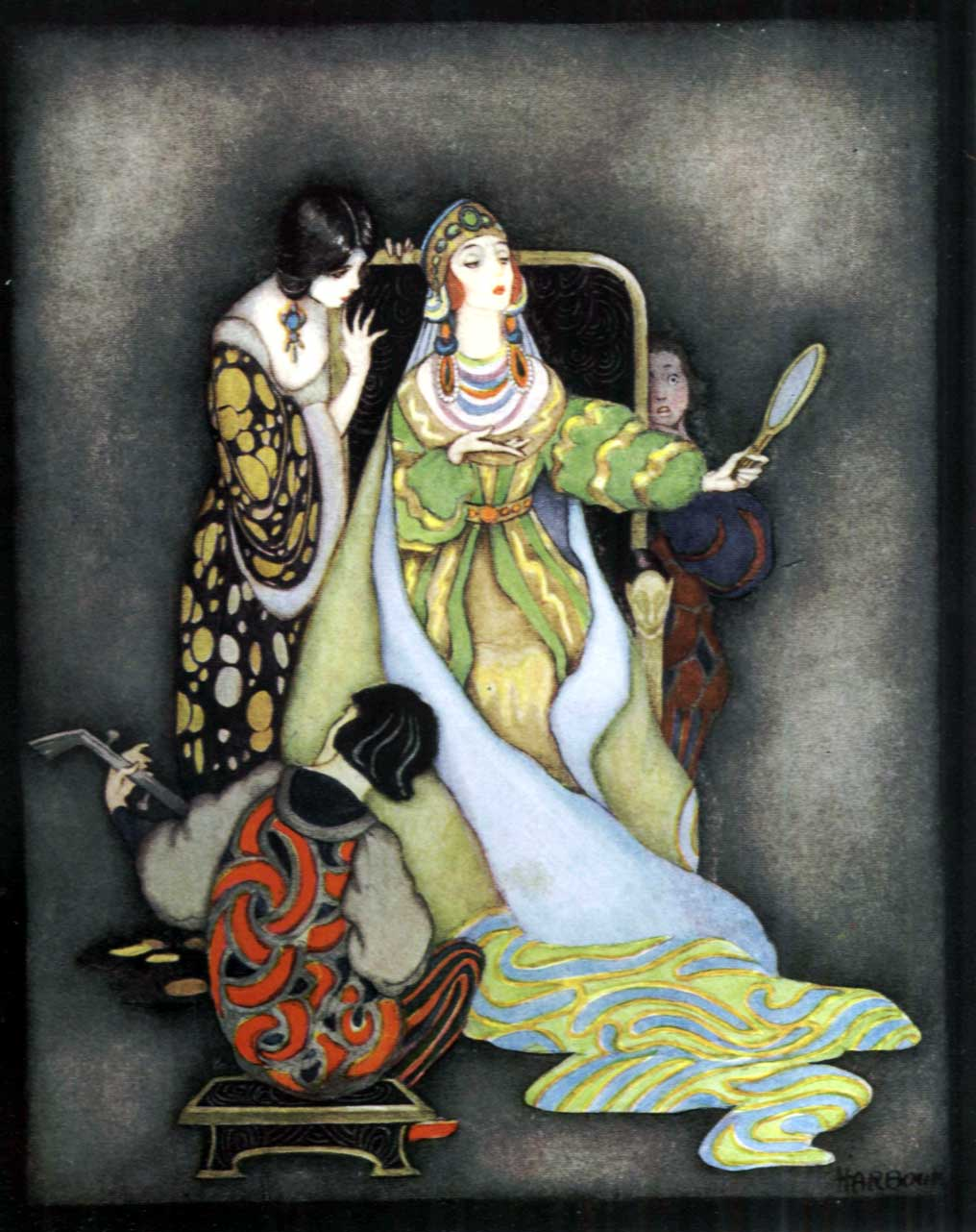
Королева з дзеркалом. З книги «Моя улюблена книга казок» 1921 року (з ілюстраціями Дженні Гарбор)

Зла Королева описана як «горда та зарозуміла» жінка з винятковою красою, яка виходить заміж за Короля після смерті його першої дружини, матері Білосніжки. Вона одержима власною красою, щоранку стає перед чарівним дзеркалом, щоб підтвердити, що вона найкрасивіша. Це висвітлює її марнославство. Одного ранку дзеркало повідомляє їй, що її падчерка, семирічна принцеса Білосніжка, перевершила її красою «в тисячу разів». Розлючена Королева розробляє план вбити Білосніжку.
Королева наказує своєму мисливцю заманити Білосніжку в ліс, щоб убити її. Вона очікує, що мисливець принесе їй легені та печінку дитини як доказ того, що принцеса мертва. Однак мисливець змилосерджується над Білосніжкою і натомість приносить королеві легені та печінку кабана. Королева або (у деяких переказах) кухар готує легені та печінку, вважаючи їх органами Білосніжки, і Королева їх з'їдає.

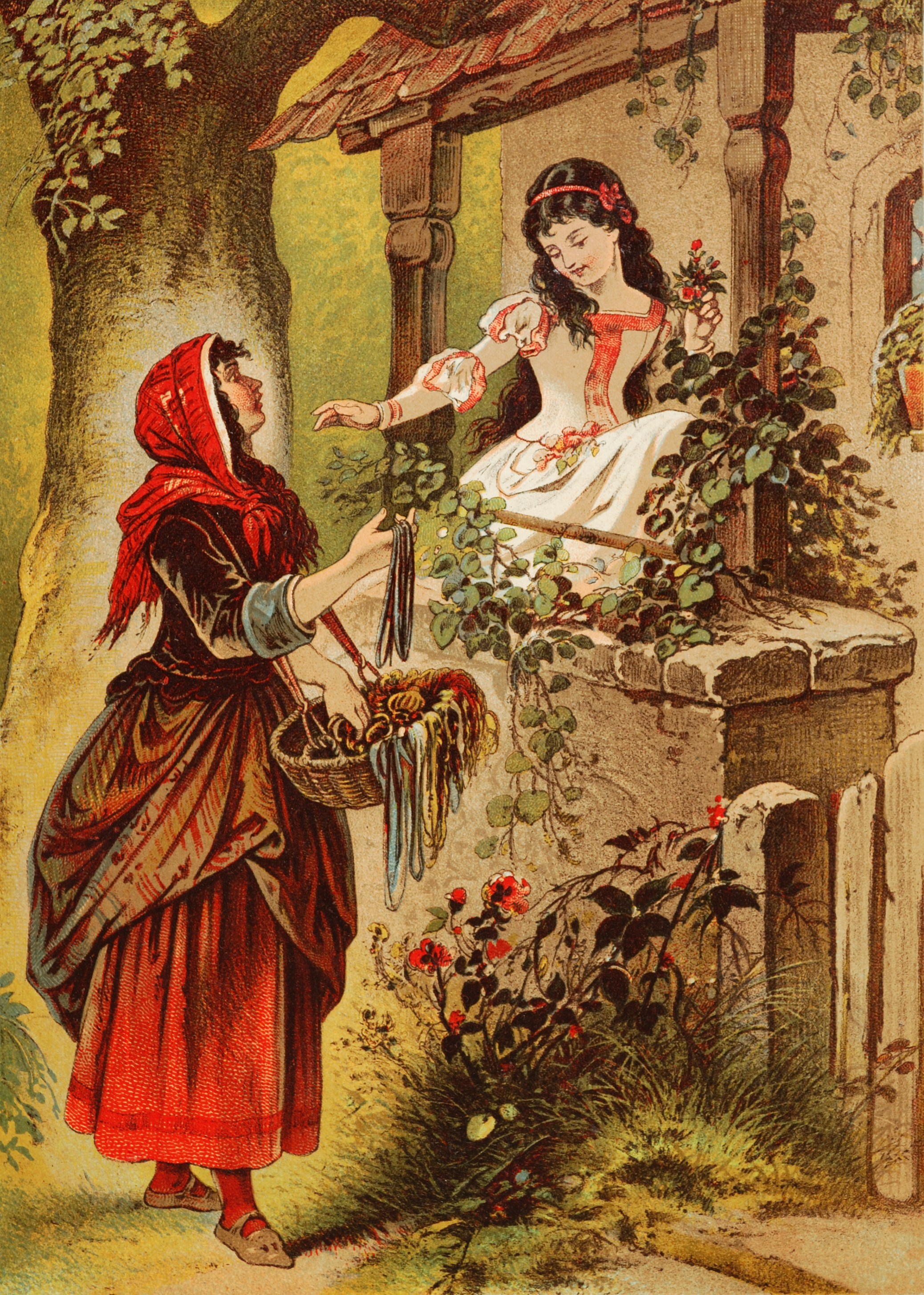
Переодягнена королева пропонує Білосніжці мереживо (німецька ілюстрація кінця XIX ст.)

Під час повторного спілкування із дзеркалом королева виявляє, що Білосніжка вижила та знайшла притулок у семи гномів. Маючи намір сама вбити Білосніжку, вона перевдягається в стару розносницю. У цьому вигляді вона відвідує будинок гномів і продає Білосніжці мережива на корсет. Королева навмисно занадто туго зав'язує корсет, намагаючись задушити Білосніжку. Коли це не вдається, королева повертається знову, цього разу як продавець гребінців, і обманом змушує Білосніжку використати отруєний гребінець, створений за допомогою чаклунства. Однак гребінець також не вбиває Білосніжку, і у відповідь на цю невдачу Королева проголошує: «Білосніжка помре… навіть якщо це коштуватиме мені життя!» Вона знову відвідує Білосніжку, перевдягнувшись у дружину фермера, і дає їй половину червоного красивого, але отруєного, яблука. Отруєне яблуко занурює Білосніжку в глибокий сон.
Білосніжку пробуджує зі сну поцілунок прекрасного принца з іншого королівства, і вони запрошують королеву на своє весілля. Хоча вона боїться того, що трапиться, ревнощі королеви змушують її відвідати весілля. На святі її змушують взути розпечене залізо та танцювати, поки вона не впаде мертвою.

## Насильство у казці та його уникнення

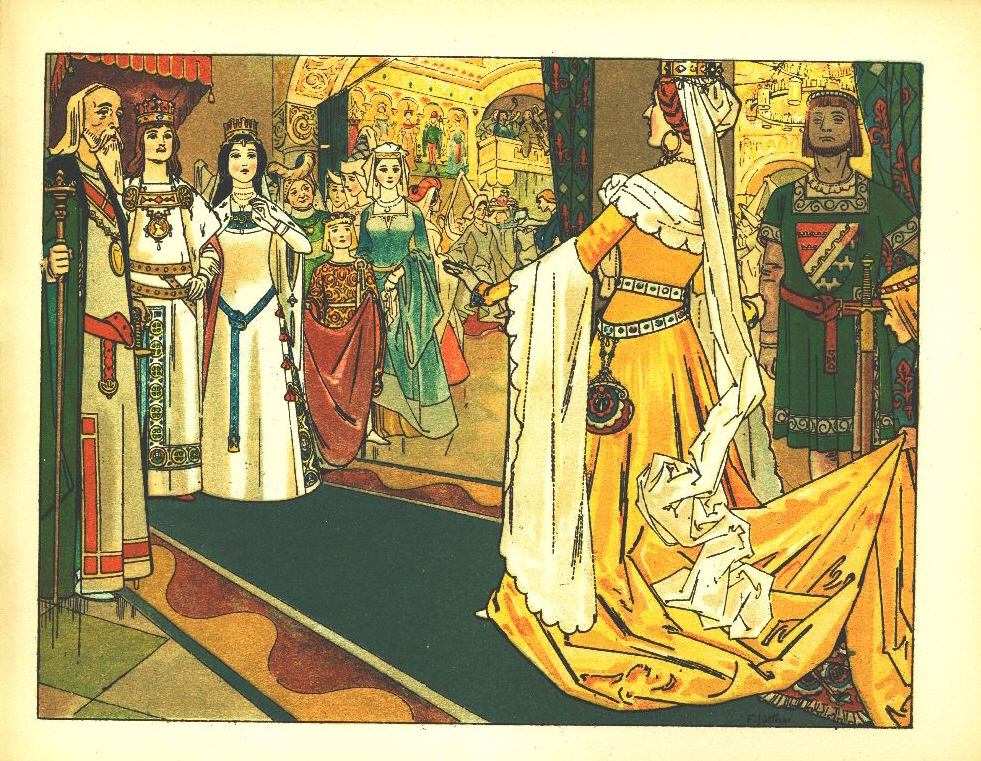
Королева прибуває на весілля Білосніжки. Німецька ілюстрація 1905 року.

У класичній кінцівці «Білосніжки» Зла Королева страчена через тортури. У першому англійському перекладі казки Гріммів, написаному Едгаром Тейлором у 1823 році, королева задихається від власної заздрості, побачивши Білосніжку живою. Англійський переклад 1871 року, зроблений Сюзанною Мері Полл, «замінює смерть королеви жорстоким фізичним покаранням на смерть через само заподіяння болю та самознищення», оскільки натомість її власні черевики стають гарячими через її гнів. В інших альтернативних закінченнях казки королева:
- миттєво вмирає «від гніву» на весіллі[4],
- вмирає перед своїм дзеркалом, дізнавшись про те, що Білосніжка вижила[5],
- стає жертвою своїх власних планів (наприклад, через доторкнувшись до її власної отруєної троянди[6]),
- помирає від природи (наприклад, падіння в пливучий пісок під час переходу через болото на шляху назад до замку після отруєння Білосніжки[7]),
- була вбитою гномами під час погоні[8],
- була знищеною її власним дзеркалом[9],
- втекла в ліс, щоб її ніколи більше не бачити[10],
- просто була вигнана з королівства назавжди[11].

Сьогодні таке суворе покарання часто вважається недоречним для дітей. Як писала Сара Мейтленд, «ми більше не розповідаємо цю частину історії; ми кажемо, що вона надто жорстока і розіб'є м'які серця дітей».
Багато сучасних редакцій казки змінюють моторошну класичну кінцівку, щоб зробити її менш жорстокою. У деяких версіях королеві не вдається втілити свої злочини й вона не вмирає, а вигнана або зникає; в інших вона може померти випадково. Наприклад, у книжці Фавзі Гілані-Вільямса «Білосніжка: ісламська казка» Білосніжка повністю пробачила своїй злій мачусі-відьмі, змусивши її каятися та спокутувати себе.
Такі редакції вважалися пом'якшенням оригінального тексту. Загальнонаціональне опитування у Великій Британії 2014 року показало, що сучасні історії занадто «дезінфіковані» для дітей. Шелдон Кешдан, професор психології Массачусетського університету, стверджує, що згідно з логікою казок, королеві не можна було дозволити втекти чи просто її замкнути, оскільки казковий наратив вимагає, щоб «читач мав знати, що смерть відьми є повною та безповоротною, навіть якщо це означає наражати юних читачів на акти насильства, які екстремальні за сучасними мірками». І навпаки, такі письменники, як Олівер Медокс Гюффер, висловлювали співчуття королеві або, як професор психології Шарна Олфман, уникали насильства під час читання оповідання дітям, водночас визнаючи, що словесній розповіді бракує «графічних візуальних образів».

## Походження та еволюція

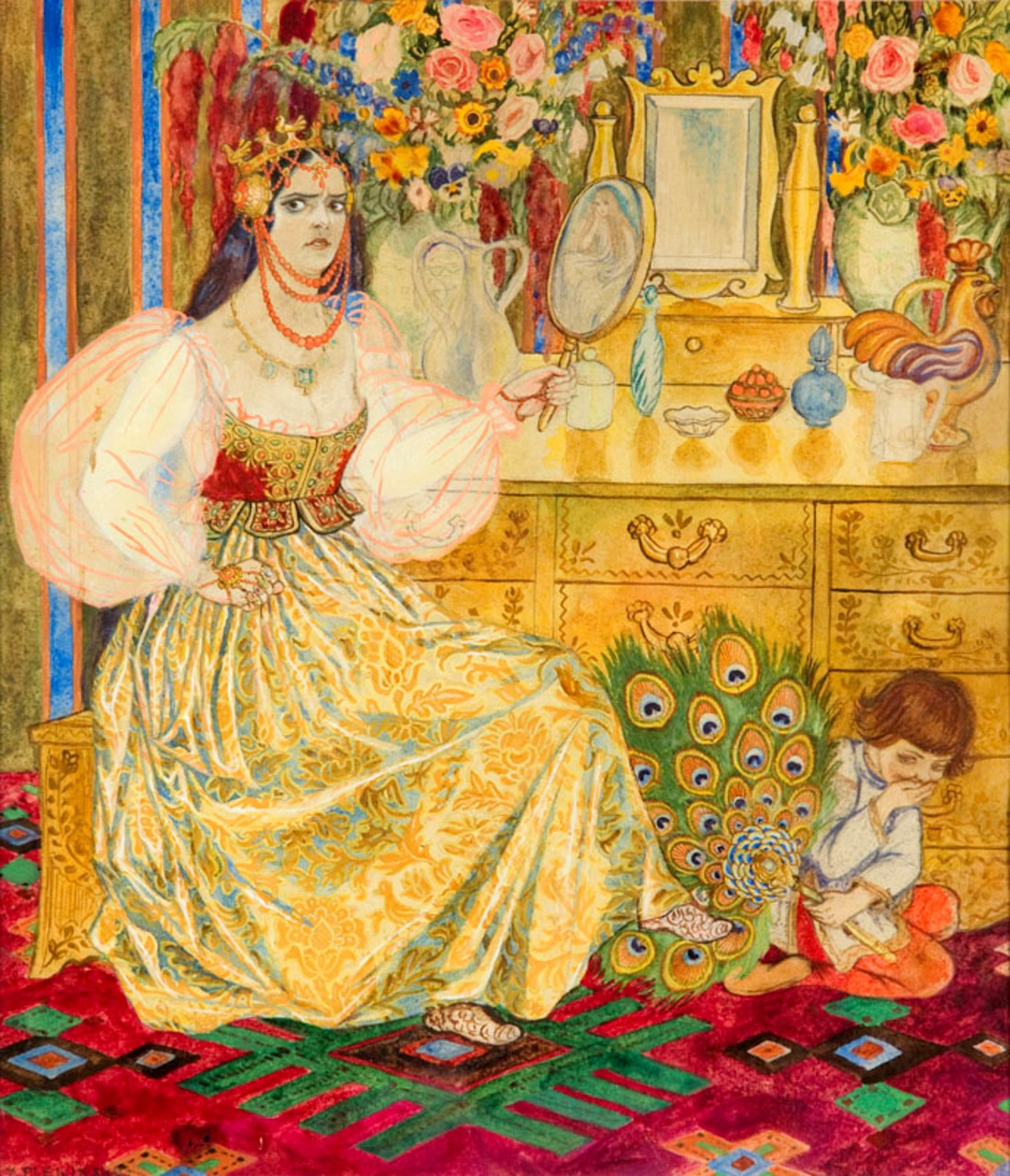
Польська ілюстрація Zofia Plewińska-Smidowiczowa.

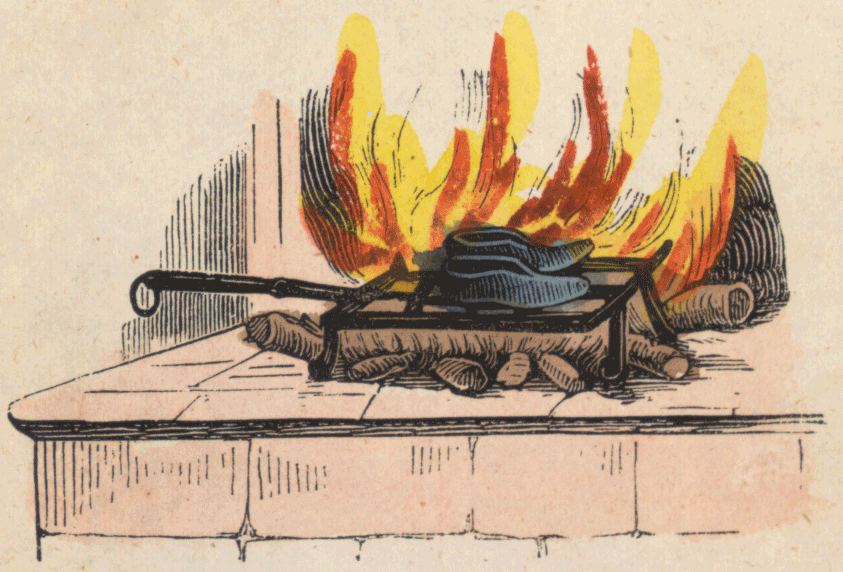
Нагрівання залізних черевиків на ілюстрації з ісландського перекладу історії Гріммів 1852 року.

У першому друкованому виданні казок братів Грімм із їхньої збірки Казки братів Грімм 1812—1815 років королева є біологічною матір'ю Білосніжки. На початку казки вона шила біля відчиненого вікна, коли вона вколола палець голкою, в результаті чого три краплі червоної крові капнули на білий сніг на підвіконні з чорного дерева. Вона загадала мати доньку з білою, як сніг, шкірою, губами червоними, як кров, і чорним, як чорне дерево, волоссям. Згодом вона народжує Білосніжку (Сніжна крапля). У наступних версіях після 1819 року це було змінено; до тексту було додано те, що мати Білосніжки померла і король одружився вдруге. За словами Джека Зіпса, ця зміна була зроблена тому, що брати Грімм «вважали материнство священним». За словами Кешдана, «головне правило казок» передбачає, що «героям і героїням дозволяється вбивати відьом, чарівниць, навіть мачух, але ніколи своїх власних матерів». У збірці казок братів Грімм колекції Zipes 2014 року в їхніх оригінальних формах королева відновлена як мати Білосніжки. Ця редакція, ймовірно, була роботою Вільгельма Грімма. В оригінальному рукописі братів Оленберг (1810 рік) сама королева покидає Білосніжку в лісі й у кінцевому підсумку отримує покарання від короля, що повернувся, після того, як він оживляє їх дочку.
Однак зла мачуха не була відома в німецьких казках, що передували збірці братів Грімм. У 1782 році Йоганн Карл Август Музеус опублікував літературну казку під назвою «Richilde», у якій переосмислено народну казку з погляду лиходія. Головна героїня — Рішільда, зарозуміла графиня Брабантська, яка в дитинстві отримала чарівне дзеркало, подароване її хрещеним батьком Альбертом Великим. Багато елементів Білосніжки Гріммів з'являються в цій історії, зокрема зла мачуха, чарівне дзеркало, отруєне яблуко та покарання танцями в розпечених черевиках. Грімми знали про «Білосніжку» (1809), п'єсу їхнього сучасника та суперника Альберта Людвіга Грімма (не пов'язаного з братами Грімм), яка, за словами Зіпеса, «м'якше поводилася з королевою».
Хюффер зазначив, що зла мачуха з магічною силою, яка загрожує молодій принцесі, є постійною темою в казках; одним із подібних персонажів є королева-відьма в казці Дикі лебеді, яку розповідає Ганс Крістіан Андерсен. За словами Кенні Кляйна, чарівниця Серідвен з валлійської міфології була «квінтесенцією злої мачухи, оригіналом персонажа у двох казках про Білосніжку та Попелюшку».
Еквіваленти Злої Королеви можна знайти в казках, схожих на казку про Білосніжку, усього світу. У шотландській гельській усній казці Золоте та Срібне Дерево королева має ім'я Срібне Дерево і є біологічною матір'ю героїні. Форель, що розмовляє, займає місце дзеркала королеви, а персонаж мисливця (часто її коханця у версіях, не пов'язаних із Грімм) є батьком принцеси. Стосунки лиходійки з Білосніжкою також можуть відрізнятися: у версіях казок усього світу іноді фігурують злі сестри, злі невістки або зла матір принца. Однією з ранніх варіацій казки був Молодий раб Джамбаттіста Базіле (1634). У цій розповіді мати героїні ненавмисно залучена до того, щоб приспати її. Потім її розбудила жорстока й ревнива тітка, яка ставиться до неї як до рабині. Крім того, способи дій Злої Королеви також відрізняються від місця до місця. В Італії вона використовує токсичний гребінець, заражений корж та задушливу косу. У Франції — використовує отруєний помідор. Можна навести ще багато прикладів. Королева вимагає від мисливця різних доказів. В Іспанії вона вимагає пляшку крові та палець з ноги; в Італії — це кишки принцеси та закривавлена сорочка.

## Інтерпретації
На думку деяких вчених, таких як літературний критик та письменник Роджер Сейл і професор Гавайського університету Крістіна Бачілега, історія має ейджистський підтекст, який ганьбить літню жінку з її заздрістю до краси Білосніжки. Террі Віндлінг написала, що королева — це «жінка, чия сила походить від її краси; саме це, як випливає з казки, забезпечує їй місце в ієрархії замку. Якщо увага короля перемикається з його дружини на іншу, яка влада залишається в старої жінки? Чаклунство, відповідає казка. Зілля, отрути та самозахист».
Сандра Гілберт і Сьюзан Губар розглядають Білосніжку та її матір/мачуху як два жіночі стереотипи: ангела та чудовиська. Той факт, що королева була біологічною матір'ю Білосніжки в першій версії історії Гріммів, змусив кількох психоаналітичних критиків інтерпретувати «Білосніжку» як історію про пригнічений Едіпів комплекс або про комплекс Електри та сексуальне суперництво Білосніжки з королевою. Згідно з Бруно Беттельхаймом, основним мотивом оповідання є «зіткнення сексуальної невинності та сексуального бажання»: «тоді як Білосніжка досягає внутрішньої гармонії, її мачусі це не вдається. Нездатна об'єднати соціальні та антисоціальні аспекти людської природи, вона залишається поневоленою своїми бажаннями та потрапляє в едіпове змагання зі своєю донькою, з якого вона не може вибратися. Це дисбаланс між її суперечливими спонуканнями виявляється її загибеллю». Кешдан інтерпретує мотиви королеви як «страх, що король вважатиме Білосніжку привабливішою за неї». Ця боротьба настільки домінує в психологічному ландшафті казки, що Гілбер і Губар навіть запропонували перейменувати історію на «Білосніжка та її зла мачуха». Гарольд Блум висловив думку, що всі три «спокуси» «свідчать про взаємний сексуальний потяг між Білосніжкою та її мачухою».

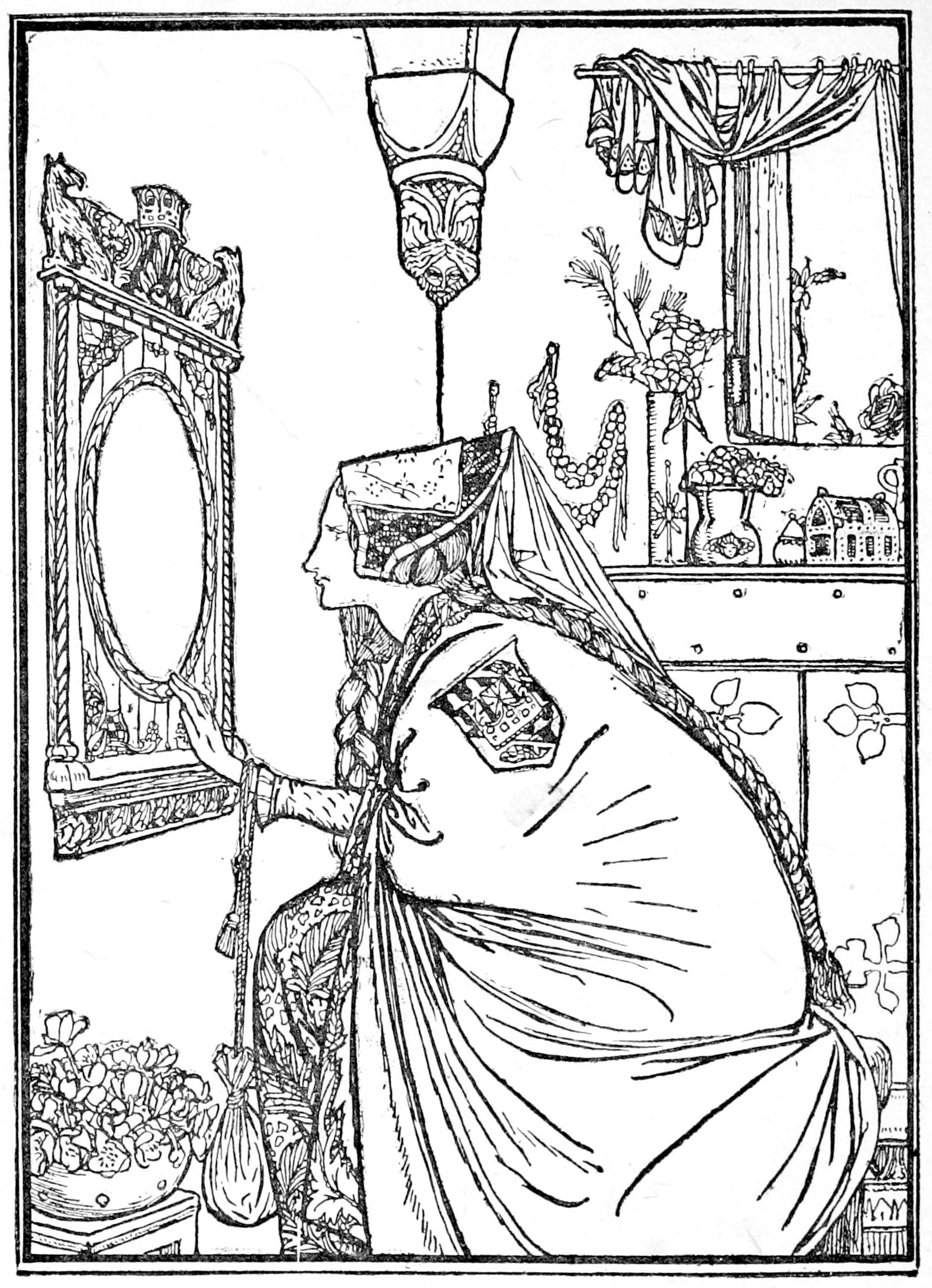
Ілюстрація 1912 року Роберта Аннінга Белла

Схоже, що брати Грімм, які написали свою книгу як «навчальний посібник» (Erziehungsbuch), вважали, що жорстоке покарання лиходія було необхідним елементом для збільшення щасливих кінцівок їх казок, як у сходженні Білосніжки у ролі нової королеви та перемоги над її злим ворогом. Кешдан припускає, що зла королева «втілює нарцисизм, а юна принцеса, з якою ототожнюють себе юні читачі, намагається подолати цю схильність. Перемога над королевою являє собою перемогу позитивних сил у собі над марними імпульсами». Таким чином, «смерть відьми сигналізує про перемогу чесноти над пороком, є ознакою того, що позитивні сили перемогли». Крім того, «активна участь героїні в загибелі відьми повідомляє читачам, що вони повинні брати активну участь у подоланні власних помилкових схильностей». Подібним чином психолог Бетсі Коен написала про сприйнятий символізм цього вчинку: «Щоб не стати самою злою королевою, Білосніжці потрібно відокремитися від цієї руйнівної сили всередині неї та вбити її». За словами Беттельхейма, «тільки смерть ревнивої королеви (усунення всіх зовнішніх і внутрішніх турбулентностей) може зробити світ щасливим».
Стосовно способу страти королеви такі вчені, як Кешдан, Шелдон Дональд Гаазе та Джон Хансон Сондерс, стверджують, що з погляду психології та оповідання покарання королеви відповідає її злочинам, відкриває для читача та показує перемогу добра над злом. Джо Елдрідж Карні, професор англійської мови в коледжі Нью-Джерсі, писав: «Знову ж таки, казкова система покарання жахлива, але влучна: жінка, яка так активно захоплена пошуками схвалення інших і насильницьким руйнуванням суперниці, змушена розіграти власне фізичне знищення як публічне видовище». Подібним чином Мері Айерс з Медичної школи Стенфордського університету написала, що розпечене взуття символізує те, що королева «піддалася наслідкам власної розпаленої, пекучої гарячої заздрості та ненависті». Також було зазначено, що ця кінцівка перегукується з казкою «Червоні черевики», яка так само «попереджає про небезпеку прив'язаності до зовнішності».
Розмарі Елен Гілі припускає, що королева казки братів Грімм використовує яблуко, оскільки воно нагадує про спокусу Єви; ця історія створення з Біблії спонукала християнську церкву розглядати яблука як символ гріха. Багато людей побоювалися, що яблука можуть носити злих духів і що відьми використовують їх для отруєння. Роберт Г. Браун з Дюкського університету також встановлює зв'язок з історією про Адама та Єву, вбачаючи в Королеві втілення архетипу Ліліт. Символ яблука здавна мав традиційні асоціації з чарами та чаклунством у деяких європейських культурах, як у випадку з «Авалоном» Моргани («Острів яблук»).
Дайан Перкісс пояснює вогненну смерть королеви в казці братів Грімм «народним віруванням, що спалення тіла відьми позбавило її влади, віруванням, яке зменшувало (але не викликало) практику спалення відьом у Німеччині». Американське фольклорне товариство зазначило, що використання залізних черевиків «нагадує народні звичаї знищення відьми за допомогою магії заліза». В інших варіантах казок типу «Білосніжка» розповідь зазвичай також закінчується покаранням злої мачухи через спалення, замурування або обезголовлення.

## Адаптації
У подальших адаптаціях оригінальної казки персонаж королеви зображено різними способами. Лана Берковіц з Х'юстонської хроніки зазначила: «Сьогодні стереотипи про злу королеву та невинну Білосніжку часто піддаються сумніву. Переписування може показати, що королева має пом'якшувальні обставини для своїх дій». Крім того, за словами Скотта Меслоу з The Atlantic, «рішення Діснея викинути відповідну похмуру кінцівку Ґрімм — яка присуджує злій королеві танцювати в розпечених залізних черевиках до самої смерті — означало, що ця кінцівка майже забута». Однак ця зміна не була унікальною для Діснея: уже в «Німецьких популярних оповіданнях» Тейлора 1923 року, першому перекладі казки Гріммів англійською мовою, королева, залишаючись такою ж зловісною фігурою, як і в оригінальному тексті, просто задихається до смерті від злості (Тейлор уникав жорстоких покарань для лиходіїв протягом усієї книги).

### Франшиза ДіснеяБілосніжка

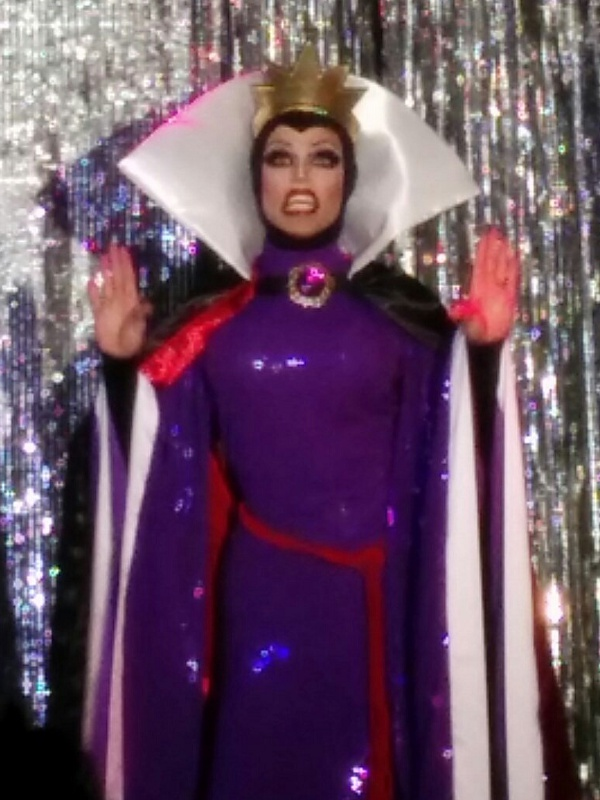
Морган Макмайклс одягнена як Зла Королева з фільму Діснея 1937 року

У анімаційному фільмі The Walt Disney Company 1937 року Білосніжка та семеро гномів королеву називають Зла королева (the Evil Queen або the Wicked Queen), іноді Королева Грімгільда. В публікаціях Діснея 1930-х років і спочатку її озвучувала Люсіль Ла Верн. У фільмі, схожому на історію братів Грімм, королева марнославна і хоче бути «найсправедливішою в країні». Вона заздрить красі падчерки та увазі Принца з чужої землі. Зміни Діснея також включають розширення її магічних здібностей (включаючи контроль над стихіями природи, заклинанням вітру та грому) і розміщення їх у чарівному дзеркалі (навіть названого Королевою її «рабинею»). Як і в казці, ревнощі королеви спонукають її задумати смерть Білосніжки, і призводять до її власної смерті невдовзі після отруєння Білосніжки. Діснеївська версія персонажа Королеви використовує свою магію, щоб перетворити себе на стару жінку, а не просто маскуватися, як в історії Гріммів; з такою зовнішністю її зазвичай називають Злою Відьмою або просто Відьмою. Версія для фільму була створена Уолтом Діснеєм і Джо Грантом, оригінально анімована Артом Беббітом і озвучена Люсіль Ла Верн. Натхнення для її дизайну прийшло з кількох джерел, у тому числі від персонажа королеви Хаш-а-Мотеп із фільму «Вона» та принцеси Кримгільд з фільму Нібелунги, а також таких актрис, як Джоан Кроуфорд і Гейл Сондергаард.

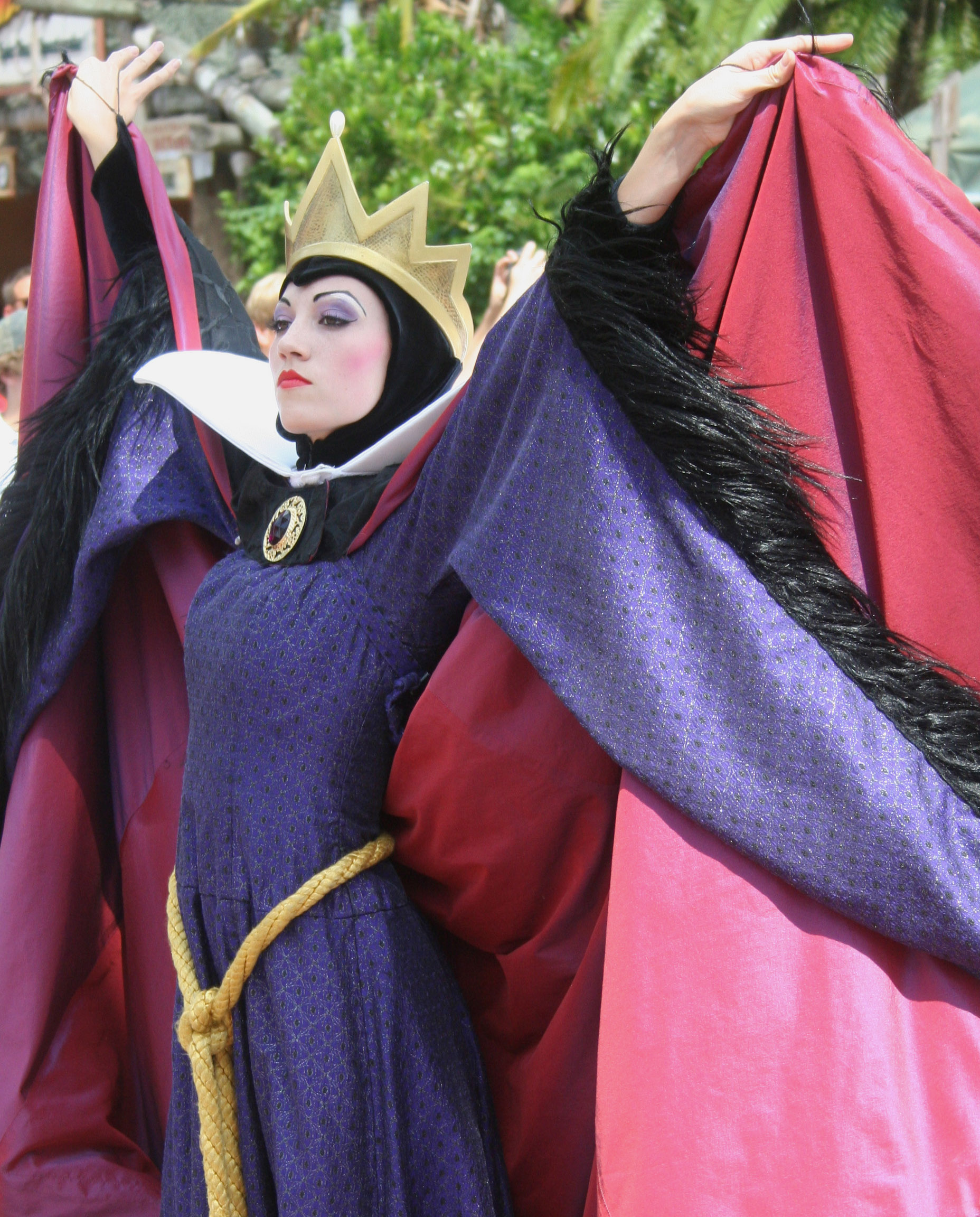
Артистка центру Дісней Ворлд

Окрім фільму, Зла Королева неодноразово з'являлася в постановках і атракціонах Disney, таких як Fantasmic!, The Kingdom Keepers і Kingdom Hearts Birth by Sleep, іноді з'являючись разом із Малефісентою зі Сплячої красуні. Відтоді королеву озвучували Елеанор Одлі, Луїза Чеміс і Сьюзен Блекслі. Наживо її зіграли Енн Франсін, Джейн Кертін і Олівія Вайлд та інші. Її вцілілу та постарілу версію зобразила Кеті Наджімі у франшизі Нащадки. Кіноверсія королеви стала популярним архетипом, візуально втіливши казкового персонажа в народній свідомості і вплинувши на низку художників і твори, що не належать Діснею, і навіть на наступну лиходійку Уолта Діснея, Малефісенту. Галь Гадот збирається зіграти королеву у Білосніжці, власному ігровому фільмі Disney у 2025 році, у якому буде переосмислено фільм 1937 року.

### Кіно та телебачення

#### 1916—2000 роки
Американський німий фільм 1916 року Білосніжка є раннім прикладом зміненого кінця історії, оскільки королева не страчена, а просто вигнана з двору після того, як у гніві розбила своє демонічне дзеркало.
Східнонімецький фільм 1962 року Білосніжка також змінює кінцівку. Королева, яку грає Маріанна Крістіна Шиллінг, прибуває на весілля Білосніжки, де принц пропонує їй половинку червоного яблука, яке вона вважає отруєним. Налякана королева тікає, і принц її виганяє з країни.
У фільмі 1961 року Білосніжка і три маріонетки королеву Фортунію грає Патриція Медіна. Характер королеви схожий на казковий, проте принцесу захищають три маріонетки. Коли Королева намагається вистежити та знищити Білосніжку, маріонетки помічають її, коли вона летить на мітлі, і вбивають за допомогою магічного бажання. Королева падає, розбивається та згорає. Її компаньйон у фільмі, чарівник Ога, також загинув, коли впав у каструлю з киплячою олією.
У мексиканському дитячому фільмі 1962 року Том-пальчик і Червона Шапочка мачуха Білосніжки з'являється як королева-відьма Рейна Бруха, володарка всього зла і королева всіх чудовиськ у світі; її грає Офелія Гільмеїн. Королева схожа на королеву в Діснеєвській Білосніжці та семи гномах, але в неї зелене обличчя, як у Малефісенти зі Сплячої красуні Діснея. Вона гине, коли Червона Шапочка обманом змушує її впасти в схоже на піч святилище диявола в її замку.
Ще один персонаж — із фільму «Королева озера» 1999 року, в якому поєднані казки Гріммів та Ганса Крістіана Андерсена. Королева планує вийти заміж за молодого принца Віктора, щоб вона могла стати наймогутнішою правителькою у світі. Віктор дізнається, що королева магічним чином викрала сім молодих принцес, щоб вони не могли стати її суперницями. Йому вдається врятувати принцес і перемогти королеву, перетворивши її на камінь.
В епізоді про Білосніжку телесеріалу 1984 року Театр казок королева Ванесси Редгрейв сперечається з оповідачем фільму про сюжет. Зрештою її карають заклинанням, яке доводить її до божевілля, оскільки не дає їй більше ніколи побачити своє відображення. У американському музичному фільмі 1987 року Білосніжка роль королеви зіграла Даяна Рігг. Сюжет повністю повторює історію казки, але знову має іншу кінцівку. Коли королеву запрошують на весілля Білосніжки, вона в люті розбиває дзеркало, через що швидко старіє.
У телесеріалі 1987—1988 років Чарівники, продовженні казки, королева Ліліан «Лілі» Вайт, яку грає Джуді Парфітт, повертається з бездонної ями, щоб накласти могутнє прокляття на Білосніжку та її родину. Це прокляття виганяє їх усіх (включно з самою Королевою та її Чарівним Дзеркалом) у сучасний світ, де вони живуть як титульні Чарівники. Королева змушена жити з Білосніжкою, намагаючись повернутися у свій власний світ.
У готичному фільмі жахів 1997 року Білосніжка: Страшна казка, досліджується передісторія та особистість злої мачухи як її «квазіцентрального» персонажа в антитезі до версії Disney. Вона не королева, а скоріше трагічна дворянка леді Клаудія Хоффман, яку зобразила Сігурні Вівер. На відміну від звичайної білосніжкиної мачухи, вона одержима материнством, а не своєю зовнішністю. Леді Клаудія, донька відьми (яка, як стверджується у фільмі, була спалена на вогнищі лицарями королівства), виходить заміж за вдівця графа Фредеріка та намагається подружитися з його донькою Ліллі, яка відкидає її. Коли Клаудія вагітна, Ліллі, яка отримує всю увагу, викликає у неї такий стрес, що дитина народжується мертвою. Зведена з розуму від горя Клаудія слухає магічне дзеркало своєї матері та звинувачує Ліллі у смерті дитини, ще й показує відображення графині спотвореним і деформованим, що спонукає графиню до її злочинів. Різноманітні магічні здібності Клаудії значно перевершують здібності королеви братів Грімм. Вона успішно спокушає залицяльника Ліллі, доктора Гутенберга, і починає планувати смерть своєї падчерки, а згодом і короля. Клаудія посилає свого німого брата Густава вбити принцесу (його роль замінює роль мисливця з казки). Коли дзеркало повідомляє їй, що Ліллі жива, вона використовує магію, щоб убити свого брата та спробувати повернути до життя свою дитину. Клаудія дізнається про місце знаходження Ліллі та намагається вбити її та сімох шахтарів, у яких ховається Ліллі. Потім вона дає Ліллі отруєне яблуко, вводячи її в кому. Коли Ліллі прокидається, вона та шахтарі зустрічають Клаудію. Ліллі вбиває свою мачуху, завдавши удару ножем у її зображення в дзеркалі, в результаті чого Клаудія швидко старіє та загоряється. Фільм був відзначений як інноваційний у тому, що ревнощі королеви спочатку спровоковані власними ревнощами Білосніжки до неї. Вівер сказала про свою роль: «Для мене було життєво важливо дати зрозуміти, що Клаудія та Фредерік спочатку шалено закохані, і це те, чим Ліллі обурюється. Потім, коли вона перетворюється з ідеальної дружини на нікчемну матір мертвонародженої дитини, саме тоді виглядає огидно в дзеркалі та звинувачує Ліллі у всьому. Ключ до Клаудії в тому, що вона починає так само нормально, як і всі ми. Вона не зло».
У фільмі Вілла: американська Білосніжка, телевізійній переосмисленій версії казки 1998 року, події розгортаються на півдні Америки приблизно в 1915 році, за участю відставної зірки сцени Регіни Вортінгтон (у виконанні Кейтлін О'Коннелл). Регіна (лат. «королева») ревнує свою падчерку Віллу, яка має амбіції стати актрисою та намагається отримати схвалення Регіни. Дзеркало мачухи не чарівне, а звичайне дзеркало, в якому вона бачить свій молодий і прекрасний образ через божевілля. Після того як Регіна помічає, що Вілла красивіша за неї, вона наказує своєму дворецькому Отто вбити Віллу, але Отто виганяє Віллу в ліс, де вона знайшла притулок у мандрівному шоу. Регіна вбиває Отто, а потім намагається вбити Віллу, яка грає Білосніжку в сценці. Віллу рятує «еліксир життя» фальшивого індіанського вождя Вонки, який випиває божевільна Регіна перед тим, як випадково підпалити сцену та себе. Згодом Віллу знімають у фільмі, а Тонка, яка стверджує, що бачила виступ Регіни, каже, що її описували як «трагічну королеву» і що вона служить застереженням проти «руйнівного впливу слави та багатства». Персонаж Регіни заснований не тільки на королеві, але й на Нормі Дезмонд з Бульвару Сансет. Іншим сучасним перетворенням казки, також позбавленим магічних мотивів, є словацький телевізійний мюзикл Нехай принцеса залишиться з нами (Neberte nám princeznú). У ньому роль королеви виконує біологічна мати головної героїні Катьки, яку грає Марі Роттрова.
Головною лиходійкою міні-серіалу 2000 року Десяте королівство є Крістін Уайт, яку частіше називають Злою Королевою, її роль виконала Даян Віст. Двісті років після подій оригінальної казки про Білосніжку, оригінальна Зла Королева, яку покинули на смерть, використовує свої дзеркала, щоб шпигувати за Землею, де вона знаходить Крістін Льюїс, проблемну колишню світську левицю, чий чоловік Тоні втратив їхні статки через погані інвестиції, а дочка Вірджинія була незапланована. Після того, як Крістін ледь не вбила свою доньку під час психотичного розладу, Крістін приєднується до Королеви (тепер нежиті, відомої як Болотяна Відьма) у царстві Дев'яти Королівств, щоб стати її ученицею та її наступницею. Потім Крістін потрапляє в Дім Білих, спочатку як няня онука Білосніжки, принца Венделла Уайта, а пізніше як його мачуха. Потім її ув'язнили за вбивство батька Венделла. Коли починається Десяте королівство, вона втікає, щоб діяти як антагоніст до своєї смерті від Вірджинії.

#### 2001-2020-ті роки
У телевізійному фільмі 2001 року Білосніжка: Найпрекрасніша з них усіх ненависна до себе жінка Елспет (Міранда Річардсон і Карін Коновал), яка є джином, перетворюється на прекрасну королеву своїм братом. Вона починає ревнувати, коли дзеркало виявляє, що її падчерка Білосніжка найпрекрасніша в країні, і в цій екранізації нею керує більше невпевненість, ніж марнославство. Вона також заздрить прихильності принца Альфреда до Білосніжки. Вона переодягається померлою матір'ю Білосніжки Жозефіну (Віра Фарміга) і встигає отруїти її яблуком. Тоді Елспет у люті розбиває дзеркало, що руйнує її чари та перетворює її на стару. Її вбивають гноми, яких вона колись перетворила на статуї.
Ніна Гаген зіграла королеву в німецькій комедії 2004 року 7 гномів — єдині люди в лісі, вільній адаптації казки, та її продовженні 2006 року 7 гномів: Лісу недостатньо. В продовженні персонаж Злої Королеви назвали Відьмою після того, як її було скинуто з престолу, а головним лиходієм є Румпельштільцхен. Це пародійна історія, у якій, наприклад, сцена з отруєним яблуком замінена сценою, в якій королева прикидається продавцем труни для збереження молодості, щоб обдурити Білосніжку, яку грає справжня донька Ніни Хаген, Косма Шива Хаген.
У 2014 році вийшов анімаційний фільм Сьомий гном, у якому її героїню назвали Делламорта. У ньому вона випадково переможена гномом Бубі та перетворена на крижану фігуру.

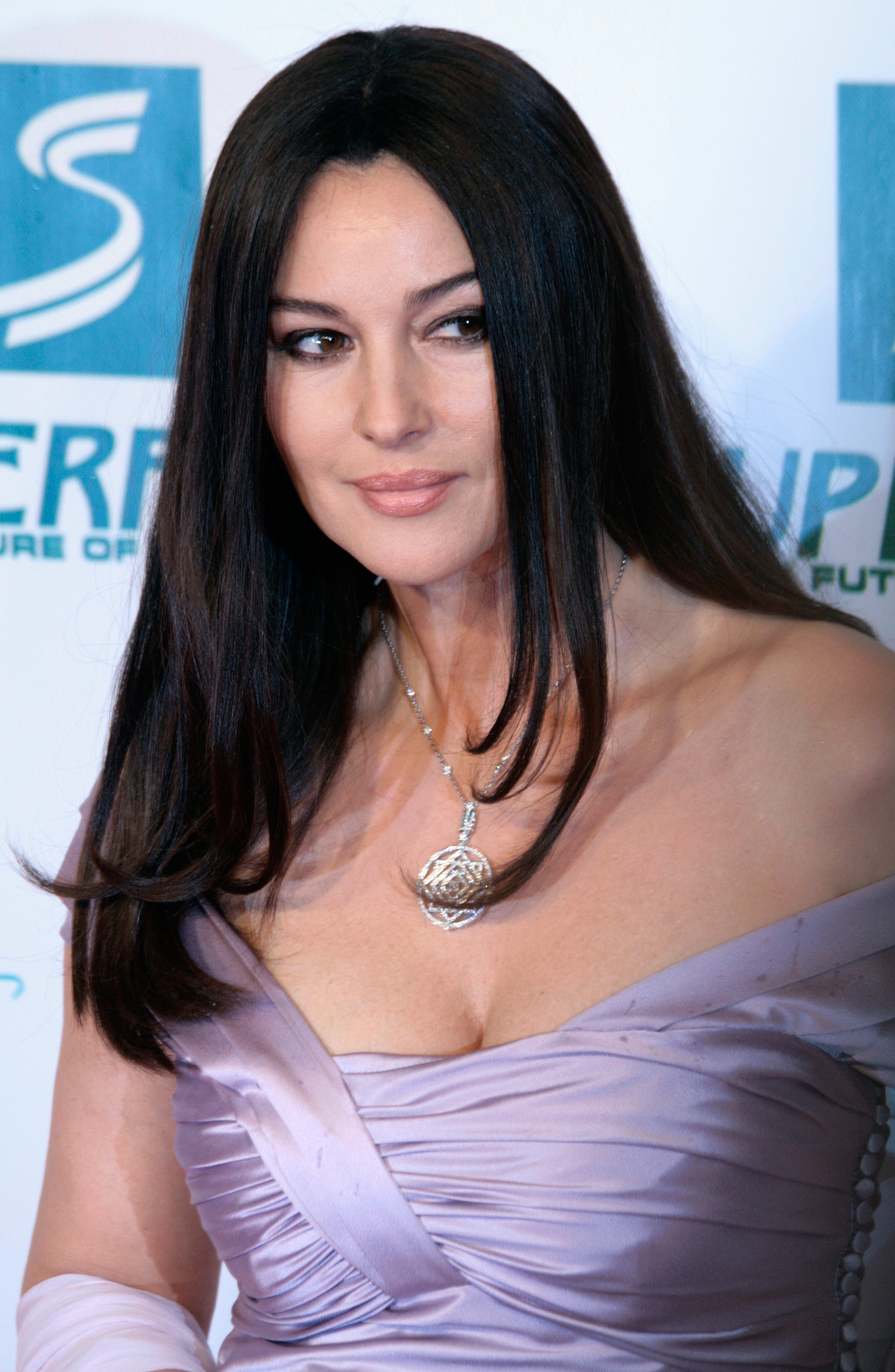
Моніка Белуччі у 2009 році

В історичному фантастичному фільмі 2005 року Брати Грімм Моніка Беллуччі грає лиходійку, яка стане прообразом казкової Злої Королеви після того, як брати самі зіткнуться з нею в Німеччині епохи Наполеона. Відома як тюрінгська королева або дзеркальна королева, вона була надзвичайно марнославною дружиною франкського короля Хільдеріка I, одержимою збереженням своєї молодості та краси, які зберігаються в її чарівному дзеркалі. Це спонукає її зайнятися чорною магією, яка має зворотний ефект, коли вона отримує заклинання для вічного життя, яке не дає їй вічної молодості. Відтоді вона живе у вежі, організовуючи викрадення молодих дівчат, щоб використовувати їхню кров, щоб повернути собі молодість і красу. Королева була знищена після того, як Джейк Грімм розбив дзеркало у вежі, змусивши її слугу-перевертня перетворитися на лісовика (фігура мисливця) і знищити решту дзеркала, вистрибнувши з ним у вікно вежі.
У підлітковій комедії 2007 року Сідні Вайт Сара Пекстон грає Рейчел Вітчберн, злу лідерку студентської ради та голову жіночого товариства, яке Сідні хоче відвідувати. Ревнуючи до Сідні, Рейчел наймає хакера, щоб він знищив комп'ютерні файли Сідні за допомогою вірусу під назвою «Отруйне яблуко». Проте Сідні виграє дебати та вибори, ставши новим президентом, а Рейчел виключають із сестринства через її жорстокість.
У всіх семи сезонах американського серіалу Якось у казці 2011—2017 років Зла Королева, також відома як Регіна Міллс і яку грає Лана Паррія, перетворюється з антагоніста на центрального персонажа. Регіна рятує життя Білосніжки, коли вони молодші, що призводить до небажаного шлюбу Регіни з батьком Білосніжки. Коли Білосніжка ненавмисно стає причиною смерті справжнього кохання Регіни, Регіна починає мститися і стає Злою Королевою. Після багатьох невдач убити Білосніжку, Зла Королева зрештою накладає темне прокляття, надане її наставником Румпельштільцхеном, відправляючи всіх казкових персонажів у реальний світ і стираючи їхні справжні спогади. Під час прокляття Регіна усиновлює сина Генрі. Пізніше прокляття Регіни було знято донькою Білосніжки, Еммою (біологічною матір'ю Генрі). З часом Регіні вдається поквитатися з Білосніжкою, Еммою та іншими своїми ворогами. Вона також зустрічає свою давно втрачену зведену сестру Зелену Злу Відьму, і закохується в Робін Гуда. У п'ятому сезоні, після смерті Робіна, Регіна використовує сироватку доктора Джекіла, щоб відокремитися від темряви всередині себе, створивши Злу Королеву як окрему особистість. У сьомому сезоні, дія якого відбувається багато років потому, Регіна коронується Доброю Королевою, і царства об'єднуються.

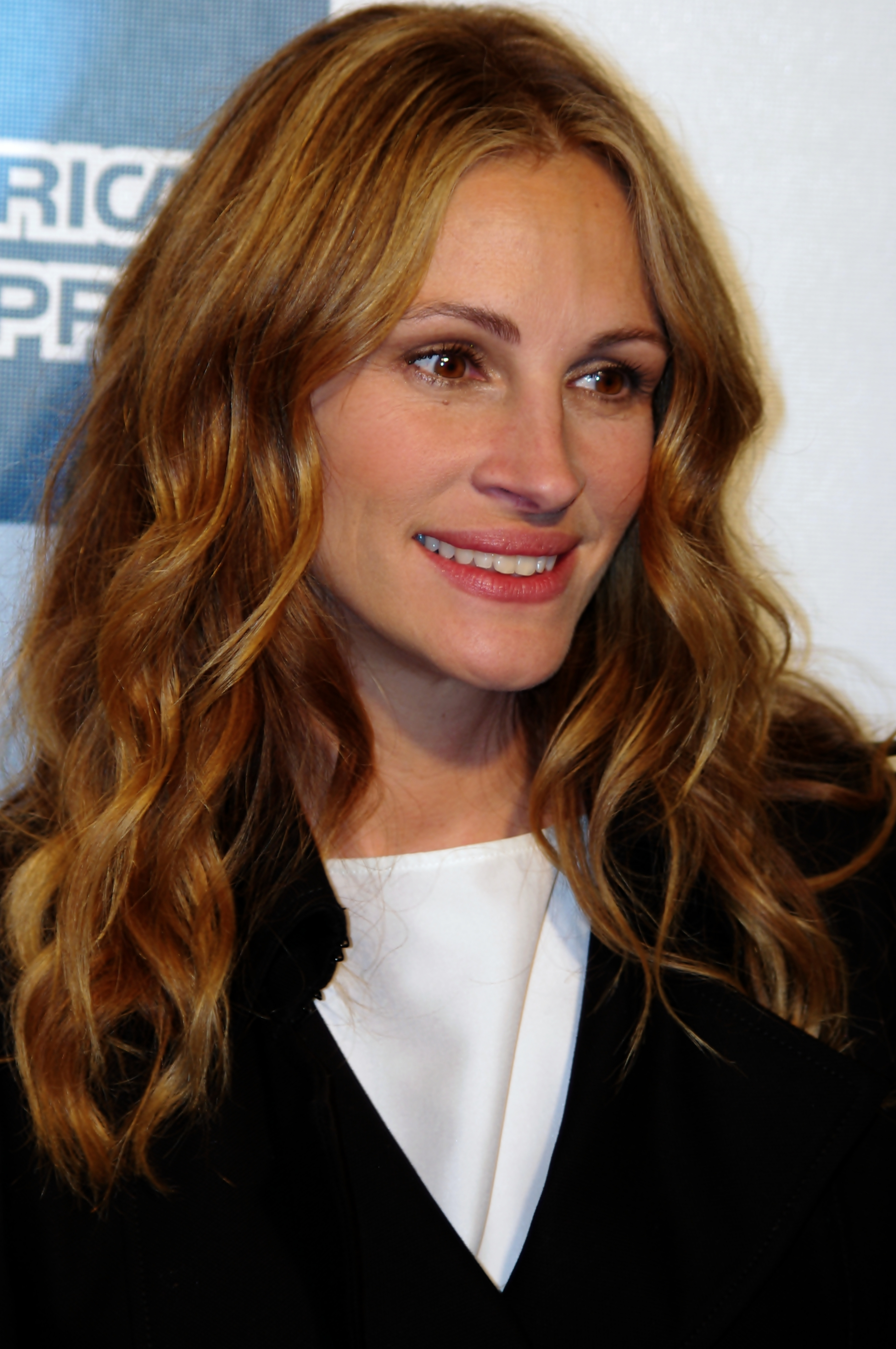
Джулія Робертс у 2011 році

У комедійному фентезі-фільмі Білосніжка: Помста гномів 2012 року Джулія Робертс грає королеву Клементіанну, комічну та симпатичну версію персонажа. Вона холодна і самозакохана жінка, яка вийшла заміж за короля і перетворила його в дикого звіра за допомогою чарівного намиста. Королева проводить свій час, організовуючи розкішні вечірки в палаці та купуючи дорогі сукні, нехтуючи королівством, і це змусило людей боротися та жити в злиднях через високі податки, які вона наклала на них. Вона використовує магічне дзеркало, щоб поговорити з набагато молодшим відображенням себе (грає Ліза Робертс Гіллан), яке часто застерігає її не використовувати свою магію в егоїстичних недалекоглядних цілях. Наприклад, не контролювати повністю свого чоловіка і принца Олкотта або не перетворювати слугу Брайтона на таргана. Намагаючись убити свою 18-річну падчерку Білосніжку, Королева створює двох дерев'яних ляльок, щоб атакувати будинок гномів, а також наказує Звірові атакувати. Коли Білосніжка перемагає звіра, Королева починає швидко старіти, а її відображення стверджує, що вона платить ціну за використання магії. Коли Білосніжка відмовляється від отруєного яблука, запропонованого королевою на її весіллі, Клементіанна сама з'їдає його і розчиняється, а дзеркальний портал розбивається. Один персонаж у фільмі називає її «старою доброю, простою, традиційною психічною божевільною». Режисер Тарсем Сінгх стверджує, що дзеркальний світ є її власною оманою: "Вона просто невпевнена в красі, у речах, які проходять повз неї, і тепер вона хоче влади. Якщо вона дивиться в дзеркало… вона входить у світ, який є уявним, а там є будинок, усередині якого багато дзеркал, і в цих дзеркалах вона просто розмовляє сама з собою. Тож насправді вона розмовляє сама з собою. Вона просто погана, але хоче передати зло і сказати «Ця штука сказала мені».

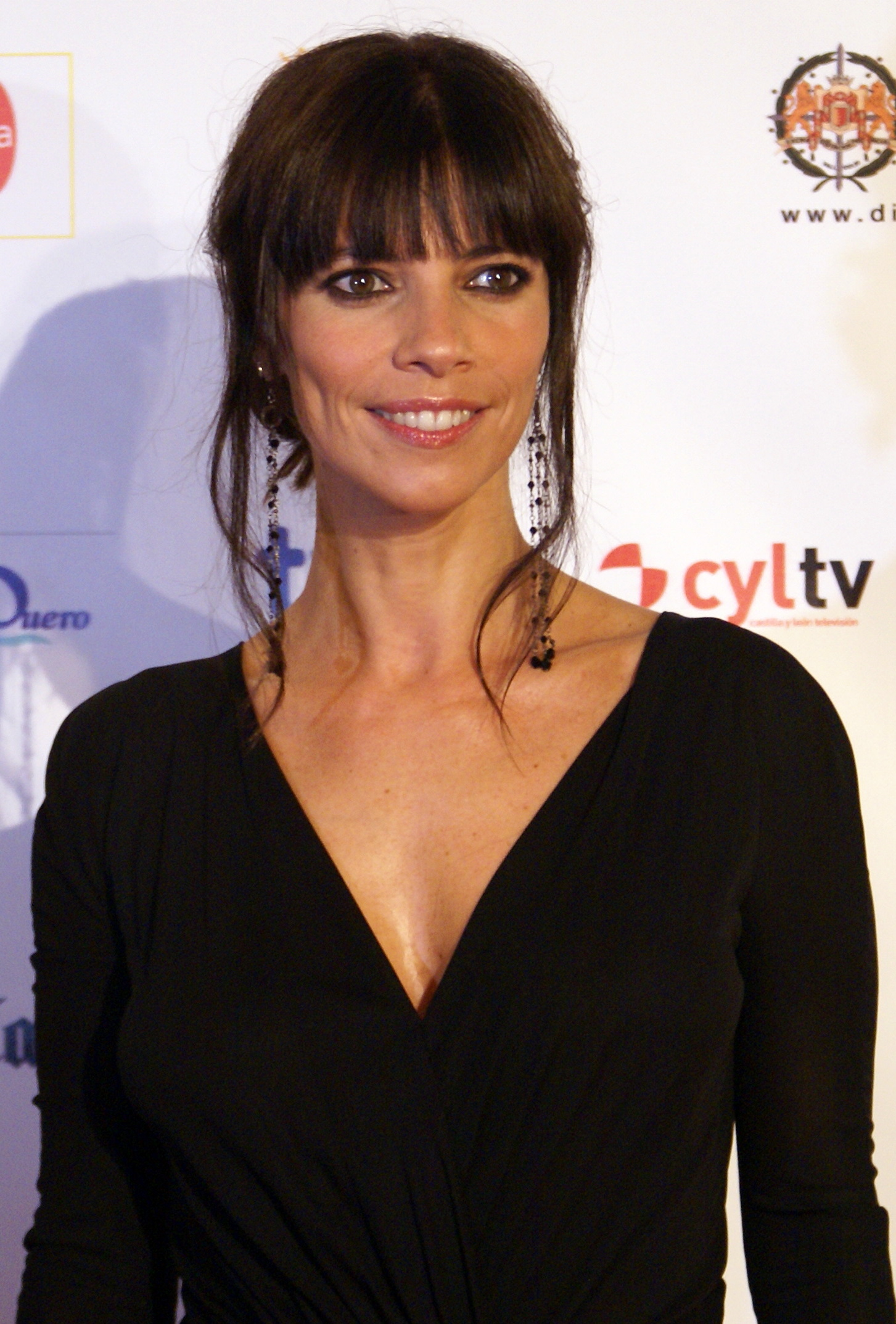
Марібель Верду у 2011 році

У 2012 році вийшло кілька фільмів про Білосніжку. У Білосніжці Грімма злу королеву звуть королева Гвендолін (її грає Джейн Марч). Вона планує вийти заміж за принца Олександра, тому вона повинна вбити свою падчерку Білосніжку, яка також його любить. Коли вона намагається насильно вийти заміж за Олександра, Білосніжці вдається вирватися та обезголовити її до того, як церемонія була закінчена.
Марібель Верду грає Енкарну, злу мачуху Кармен Вільялти, також відомої як Білосніжка, в іспанському художньому фільмі Blancanieves, який переносить історію в Андалусію 1920-х років і позбавляє її будь-якої магії. Зрештою Енкарна отруює Білосніжку на арені для кориди, а сама була вбита гномами-тореадорами, коли вони потрапили в пастку з биком. Білосніжка: Смертельне літо — це сучасне переосмислення історії як слешер-фільм жахів, де Морін МакКормік грає Єву, жінку-психопатку, яка ненавидить свою падчерку через ревнощі до батька.

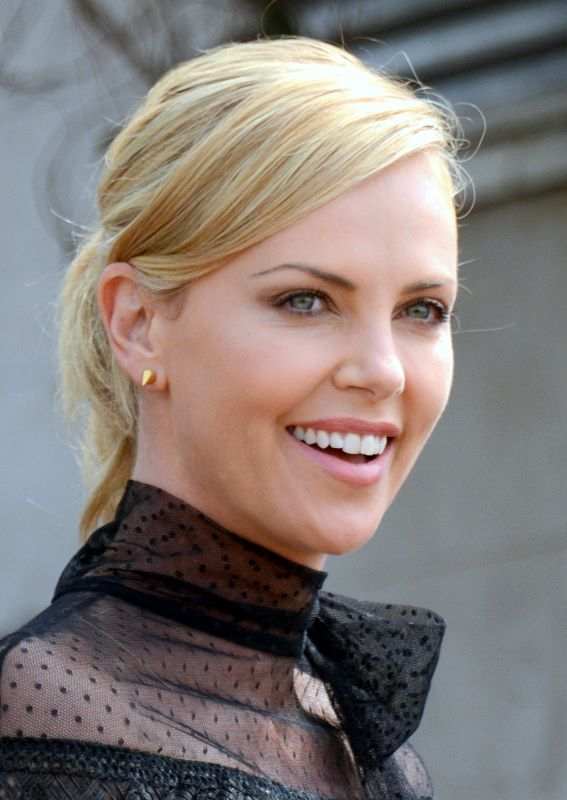
Шарліз Терон у 2015 році

У фільмі 2012 року Білосніжка та мисливець Шарліз Терон зображує королеву Равенну, надзвичайно могутню чарівницю, яка хоче помститися за сексуальне насильство з боку впливових чоловіків у минулому. Королева зображена як марнославна, хитра і жадібна до влади лідерка надприродної армії, яку «рятує» король Магнус. У шлюбну ніч вона жорстоко вбиває короля та всіх у замку, крім юної Білосніжки. Завойовуючи ще одне королівство разом зі своїм молодшим братом Фінном, Равенна починає боятися, що Білосніжка може кинути виклик її деспотії. Одержимість королеви владою та красою походить від дитячої травми, колись її мати сказала їй, що краса — це зброя. Її сила, здається, пов'язана з її зовнішністю, яку вона зберігає, викрадаючи життєву силу у молодих жінок. І її сила, і краса починають зникати, коли Білосніжка дорослішає. Чарівне дзеркало запевняє її, що єдиний спосіб зберегти сили та молодість — це поглинути серце Білосніжки. Зрештою її вбиває Білосніжка, якій допомагає Ерік Мисливець. Режисер Руперт Сандерс сказав: «Було дуже важливо, щоб у нас не було жахливої лиходійки. У нас був хтось, хто робив злі речі через страх. Я вважаю, що важливо, щоб ви певною мірою співчували їй, але також дійсно розуміли, чому вона є тією людиною, якою вона стала, тому що вона не народилася злою. Це був шлях для неї, щоб стати злою, і я думаю, що це було дуже важливо для мене. Шарліз Терон зіграє реалістичну версію королеви». Терон сказала про персонажа: «Спочатку я не дуже розуміла, чому вона зла чи втрачає розум, але пізніше зрозуміла, що це був не лише той факт, що вона намагалася знайти Білосніжку, а й те, що вона знала це, не могла нічого зробити й застрягла в замку. Ну, я думаю, це було б божевільним для когось, як вона. Це дуже нагадало мені персонажа Джека Ніколсона у Сяйві  —  та ідея, що ти застряг у цьому місці й не можеш з нього втекти, це каютна лихоманка». Терон повторила свою роль у сиквелі фільму 2016 року Мисливець і Снігова королева, де Королева сховала частину себе в Дзеркалі, дозволивши її повернути до життя молодшій сестрі, Сніговій Королеві, схожій на «крижану принцесу» Фрейю. Фрейя дізнається, що Равенна вбила її дитину, яка, за словами Дзеркала, виросте красивішою за Равенну. Сестри смертельно б'ються між собою, дозволяючи Еріку розбити дзеркало, і Равенна розбивається на шматки.
У фантастичному музичному фільмі Діснея 2025 року Білосніжка Ґаль Гадот грає Злу Королеву. Прем'єра «Білосніжки» в кінотеатрах Сполучених Штатів запланована на 21 березня 2025 року студією Walt Disney Studios Motion Pictures.

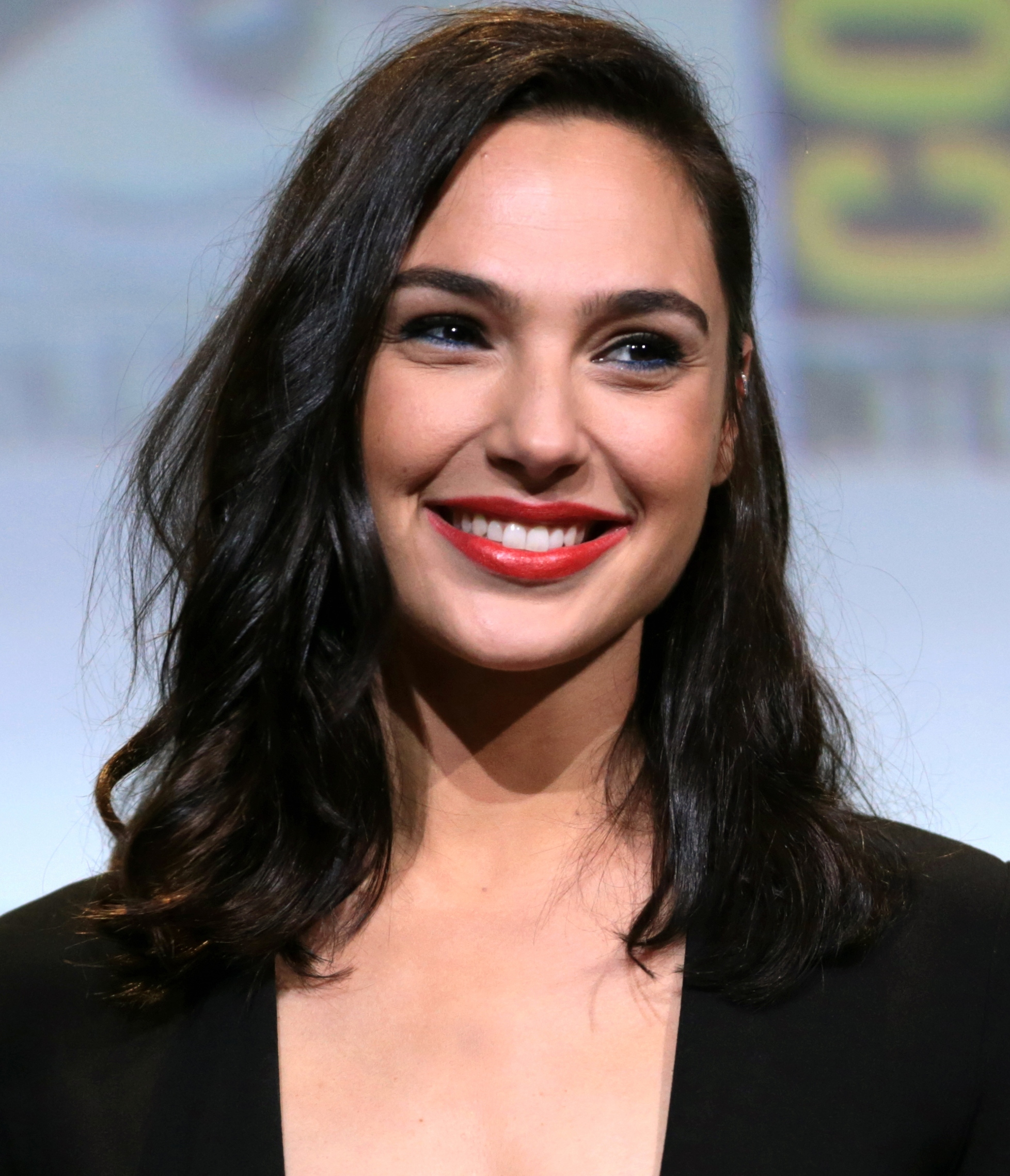
Галь Гадот на виставці Comic-Con у 2016 році в Сан-Дієго, Каліфорнія

### Анімаційне кіно і телебачення
Однією з ранніх, але помітних анімаційних адаптацій була Білосніжка (1933), короткометражний мультфільм із серії Бетті Буп, у якому Королева — марнославна відьма. Одного разу її дзеркало вибухає клубом чарівного диму, який перетворює її на жахливого дракона, який женеться за головними героями, доки колишній охоронець королеви не схопив дракона за язик і не вивернув її навиворіт. Інший ранній американський мультфільм, Гноми Coal Black and de Sebben (1943), є суперечливим пропагандистським короткометражним фільмом про Другу світову війну, який переосмислює всіх героїв історії як афроамериканців. «Зла стара королева» цієї історії (озвучена Рубі Дендрідж і Денні Веббом), пародії на персонажа Діснея, планує вбити Білосніжку через ревнощі до красеня принца Чоуміна.
Злу Королеву озвучує Меленді Брітт в анімаційному телевізійному фільмі Різдво Білосніжки 1980 року студії Filmation, вільному продовженні, дія якого відбувається через роки після подій казки. Королева повертається до життя після того, як потрапила в крижану пастку. Вирішивши позбутися нині правлячої Королеви Білосніжки та Чарівного Короля, а також їхньої доньки (яку також звуть Білосніжка), Королева заморожує все королівство. Молода принцеса втікає і звертається за допомогою до семи дружніх велетнів, щоб знову зупинити злу королеву. Щоразу спроби королеви завдати шкоди юній Білосніжці своєю злою магією попереджуються захисниками принцеси. Зрештою королеві вдається замаскуватися під стару велетенку, щоб обманом змусити Білосніжку відчути запах отруєної квітки. Знайшовши Білосніжку мертвою, розлючені велетні нападають на замок королеви, який охороняють демони. Один із гігантів, Хікер, спричиняє землетрус, який розбиває чарівне дзеркало, що було джерелом життя та сили Королеви, руйнуючи всі її заклинання та повертаючи до життя всіх її жертв, вона остаточно переможена. Це не пов'язано з іншим продовженням казки (і, неофіційно, з фільмом Діснея), 1989 року, Назавжди щасливі, в якому брат покійної королеви, злий чарівник лорд Малісс, прибуває в королівство, щоб помститися за свою сестру тим, хто винен у її смерті: Білосніжці та Чарівному принцу. Через тиск юристів Діснея королева не з'являється особисто, а зображена лише через портрет і бюст. Фільм починається з того, що її слуги-монстри веселяться та святкують її смерть, а лорд Малісс зрештою був знищений після того, як перетворився на кам'яну статую.
В епізоді «Білосніжка» аніме-серіалу Класичні казки Грімма 1987 року королеву озвучує Арлін Банас в англійському дубляжі. У той час як плани королеви позбутися своєї падчерки через мисливця та фіолетові шнурки залишаються нездійсненими в цій версії, старе зілля та отруйне яблуко дає Білосніжці стара відьма, яка є союзником королеви. Королева залишає будинок семи гномів після того, як Білосніжка з'їла отруйне яблуко, і її помічають друг Білосніжки Клаус і Принц, які переслідують її й нападають на неї. Хоча ця версія королеви не має магічних здібностей, вона демонструє значні бойові вміння, відбиваючись від них, поки до них не приєднаються численні друзі-вовки та сім гномів. Оповідач розповідає, що тоді королева боролася з вовками «як левиця», поки її нарешті не вбили.
Анімаційний фільм 1991 року Чарівна загадка поєднує в собі історію Білосніжки з кількома іншими казками, в яких фігурою королеви є овдовіла мачуха, яку грає Робін Мур. Вона планує видати свою біологічну доньку Берту за молодого красеня Філіпа, але він закоханий у її падчерку Сінді (персонаж, що поєднує Білосніжку з Попелюшкою), якій допомагає її бабуся. Слідуючи пораді свого чарівного дзеркала, мачуха перевдягається в комівояжера і відвідує бабусю в лісі, обманом змушуючи її увійти в замок, де та потрапляє в пастку. Пізніше Філіп і гноми також опиняються ув'язненими в замку. Мачуха, одягнена в маскування, створене чарівним дзеркалом, гіпнозує Сінді чарівним яблуком, щоб вона заснула, але під час метушні випадково падає в колодязь. Зрештою, весілля Сінді та Філліпа відбудеться в тому місці, де колись була хата її мачухи, а вона та її дочка будуть служити покоївками, як колись Сінді.
Анімаційний фільм 1991 року Чарівна загадка поєднує в собі історію Білосніжки з кількома іншими казками, в яких фігурою королеви є овдовіла мачуха, яку грає Робін Мур. Вона планує видати свою біологічну доньку Берту за молодого красеня Філіпа, але він закоханий у її падчерку Сінді (персонаж, що поєднує Білосніжку з Попелюшкою), якій допомагає її бабуся. Слідуючи пораді свого чарівного дзеркала, мачуха перевдягається в комівояжера і відвідує бабусю в лісі, обманом змушуючи її увійти в замок, де та потрапляє в пастку. Пізніше Філіп і гноми також опиняються ув'язненими в замку. Мачуха, одягнена в маскування, створене чарівним дзеркалом, гіпнозує Сінді чарівним яблуком, щоб вона заснула, але під час метушні випадково падає в колодязь. Зрештою, весілля Сінді та Філліпа відбудеться в тому місці, де колись була хата її мачухи, а вона та її дочка будуть служити покоївками, як колись Сінді.
У аніме-серіалі Легенда про Білосніжку 1994—1995 років Леді Крістал (озвучена Марі Йоку), жінка, яка славиться своєю красою та правителька маленького королівства, приїжджає до Смарагдової долини, щоб вийти заміж за короля Конрада. Як у казці, вона виявляється злою та ревнивою жінкою, яка використовує чорну магію чаклунства, щоб усунути суперниць і отримати те, чого найбільше бажає: красу та силу. Після від'їзду короля зла королева Крістал за допомогою свого знайомого кажана намагається вбити Білосніжку, але принцеса потрапляє під опіку семи гномів. Потім Крістал кілька разів намагається позбавити життя Білосніжки. Під час останньої спроби вона використовує яблуко, щоб занурити ненависну суперницю в чарівний сон та заволодіти її молодим тілом. Згодом королева виявляється маріонеткою своєї демонічної бабусі, леді Хелен, могутньої та безсмертної відьми та справжнього джерела магії королеви, яка з'являється як злий дух у її дзеркалі. Двадцять років тому старіюча Хелен знайшла спосіб залишатися вічно молодою та красивою: неодноразово заволодіваючи іншим тілом і переносячи туди свою душу. Таким чином вона планувала брати участь у нескінченному циклі корисливих жертв, щоб задовольнити своє марнославство. Першою жертвою цієї амбіції стала її племінниця Крістал, яка на свій 12-й день народження помістила свою душу в дзеркало, щоб дозволити злій відьмі маніпулювати розумом і діями майбутньої Злої Королеви. У сьогоденні нареченому Білосніжки принцу Річарду вдається вбити Хелен у відчайдушній боротьбі, врятувавши не тільки свою кохану, але й звільнивши Крістал від злого впливу.
Зла Королева, озвучена Сьюзен Блекслі, з'являється в анімаційному фільмі 2007 року Шрек Третій, де вона приєднується до команди Чарівного Принца, щоб заволодіти «Далеко Далеким», але наприкінці виправдовується, кажучи, що завжди хотіла відкрити спа у Франції. Вона також з'являється у відеогрі Шрек Третій як один із босів, яких Шрек та його команда мають перемогти. В анімаційному фільмі 2009 року Щасливо ніколи не було 2: Білосніжка, ще один укус @ яблука Сінді Робінсон озвучує майбутню королеву Леді Вейн. Вона спокушає короля Коула, щоб самостійно керувати королівством, і їй допомагає Румпельштільцхен. Бажаючи вигнати Білосніжку з королівства, Вейн вирішує не труїти її; замість цього вона використовує магію, щоб змусити Білосніжку поширювати злі плітки, щоб усі в королівстві обернулися проти неї. З усім тим, Білосніжці вдається зірвати церемонію одруження Леді Вейн і викрити її як відьму.
Джина Гершон озвучила королеву Регіну в англійській версії корейського анімаційного фільму 2019 року Червоні черевики та сім гномів. У фільмі її привезли до замку короля Уайта, звинувачену у відьмівстві, для покарання, але король, зачарований її красою, закохався в неї. Після того як Регіна вийшла заміж за короля і стала новою королевою, люди почали зникати. Її чоловік дізнається, що вона справді зла відьма, і вона перетворює його на гігантського дерев'яного кролика. Коли Білосніжка викрадає червоні черевики, які дарують безсмертя та вічну красу королеві Регіні, і втікає із замку, відьма розлючена і намагається знайти її за допомогою Чарівного Дзеркала та свого союзника Принца Авераджа. Зрештою вона вистежує Білосніжку в лісі, де, переодягнувшись під молодого Мерліна, повертає Білосніжку в замок і перетворює її на чарівне дерево з чарівним яблуком. Однак на допомогу приходить справжній Мерлін, який своєю магією вбиває королеву та повертає принцесі та її батькові їхні людські форми. Антагоніст продовження мобільної гри 2021 року Red Shoes: Wood Bear World — сестра Регіни, також красива, зла відьма.

### Великі літературні твори
Сучасні автори дають різні імена та характеристики персонажу Злої Королеви. Наприклад, у переказі Білосніжки Адель Герас Картинки ночі (1992), головна героїня страждає від серії таємничих нещасних випадків, причиною яких, на її думку, є її ревнива, злісна мачуха Марджорі. У дитячій книжці Лоуренса Анхольта Білосніжка та семеро прибульців (1998) ревнива Зла Королева — колишня відома попзірка, яка була солісткою «Чудових злих відьом». У фільмі Теніт Лі та Террі Віндлінг Біла як сніг (2000), який поєднує Білосніжку з трагічним міфом про Деметру та Персефону, ім'я королеви — Арпазія. У Чорному, як ніч (2004), підлітковому романі Регіни Доман, дія якого відбувається в сучасному Нью-Йорку, Елейн є егоцентричною мачухою Ведмедя (фігура принца), а не Бланш (Білосніжка). У Моя прекрасна хрещена мати (2009), романтичному комедійному романі Джанетт Реллісон, злу королеву звуть Королевою Неферією. У фільмі Джейн Йолен Сніг влітку: Найпрекрасніша з них усіх (2011) Королева — це мачуха, яка використовує темну магію, яку просто називають Мачухою. У Білосніжці та семи роботах: графічний роман Луїзи Сімонсон (2015) королева висилає дитину-генія-вченого Білосніжку, «щоб вона не змогла вирости й зайняти місце королеви як найрозумніша людина на планеті».
У Всесвіті DC Королева байок була хитрою лиходійкою-відьмою, яка в юності творила пекло на землі, поки не потрапила в пастку в книзі своєї падчерки, Білосніжки. Через кілька століть її випадково звільнили нащадки Білосніжки, і з того часу вона зіткнулася з багатьма супергероями Ліги Справедливості, такими як Супермен і Диво-Жінка, яку Королева вважала Білосніжкою через її красу.
У тривалому італійському еротичному серіалі коміксів Biancaneve (1972—1986) красива, але зла відьма Королева Нага (пізніше просто Нага) є головним антагоністом, натхненним персонажем Діснея. Спочатку вона була одружена з Куртом, королем Куртландії та батьком Білосніжки. Згодом Нага та Білосніжка миряться і навіть ненадовго одружуються (випуски 34–35).
У серії коміксів Білла Віллінгема Байки (2002—2015) король наказує матері-відьмі вбити Білосніжку. Вона інсценує смерть доньки й влаштовує її до тітки, овдовілої королеви далекої країни. Через багато років тітка, розлючена тим, що Білосніжка гарніша за неї, вирішує сама вбити її подібно до казки (спочатку наказуючи мисливцеві, а потім доставляючи отруєне яблуко).
В історичному романі Грегорі Магуайра Дзеркало, дзеркало (2003) історична постать Лукреція Борджіа грає роль злої мачухи. Б'янка де Невада (Білосніжка) народилася дитиною дрібного дворянина Вісенте де Невада в Італії епохи Відродження. Після того як батько був змушений розпочати пошуки чарівної яблуні Чезаре Борджіа, Б'янка залишилася на піклування прекрасної та шалено марнославної Лукреції, яка заздрила інтересу свого розпусного брата Чезаре Борджіа до підростаючої дитини. Семеро гномів є творцями ртутного дзеркала, яке робить Лукрецію все більш параноїчною та божевільною.
У романі Метте Айві Гаррісон Міра, дзеркало (2004) головна героїня Мірра була молодою ученицею-відьмою, яка була зачарована своєю старшою сестрою та її однокурсницею Амандою в чарівне дзеркало, щоб Аманда могла перетворитися на найкрасивішу жінку у світі. Аманда стає королевою, але згодом таємничим чином зникає, а історія Мірри продовжується.
У романі Гейл Карсон Левін Найкрасивіший (2006) королева Іві — це невпевнена 19-річна нова королева Айорти, якій допомагає Скулні, таємнича зла істота, що живе в чарівному дзеркалі Іві. Холодносерда та владолюбна Іві шантажує 15-річну героїню Азу, щоб вона стала її голосом, щоб зберегти власну репутацію, а згодом планує вбити Азу. Однак виявилося, що діями Іві маніпулювала Скулні. Зрештою Іві втрачає свою магічно створену красу та відправляється у віддалений замок.
Серія манги Кадзукі Накасіма Втрачена сімка (2008) розповідає про Королеву Розу, також відому як Відьма із Задзеркалля, колишню придворну чарівницю, яка узурпувала трон і вбила усіх членів королівської родини, крім Білосніжки, якій вдалося втекти. Здається, вона також планує відкрити портал у царство демонів через чарівне дзеркало, яке тут називається Скло Сефірота і створене сім'єю Білосніжки. Королеву Розу вбивають (як і Білосніжку), але коли замок руйнується, їй вдається врятувати власну доньку Червону Розу, яка через 10 років стає героїнею серіалу.
У серії книг Принцеси Джима К. Хайнса (2009—2011), яка розповідає про пригоди Білосніжки, принцеси Даніель Вайтшор (Попелюшка) і колишньої принцеси Талії Малак-ель-Дахшат (Спляча красуня), мати Білосніжки, королева Алессандрії Роза Куртана, була могутньою відьмою, яка навчила свою доньку магії, щоб пізніше спробувати передати їй свою душу, але Білосніжка виявилася більш здібною, ніж показала. Білосніжку було вигнано зі свого королівства за злочин убивства її матері (чиї ноги спалили гноми, тут стихійні духи, яких Сноу може викликати на допомогу ціною втрати семи років свого життя як «плати» за їхні послуги). Роза повертається до життя, коли її викликають зведені сестри Даніель (вважаючи, що вона є їхньою нині покійною матір'ю), захоплюючи старшу сестру Стасію, щоб отримати нове тіло, але вона остаточно переможена, коли три принцеси протистоять їй за допомогою семи гномів. У четвертому романі Тінь Снігової королеви (2011) розповідається, що створюючи магічне дзеркало вона ув'язнила демона та взяла його до себе на службу, припускаючи, що роль дзеркала в оригінальній історії була мотивована спробою демона створити певні обставини, які дозволили б йому втекти, а головні герої повертаються до колишнього замку Рози, щоб заново відкрити таємниці, якими вона зв'язала демона в надії, що він заволодіє Білосніжкою.
У пародійному фільмі Тома Голта Білосніжка та семеро самураїв (2010) чарівне дзеркало злої королеви керується операційною системою, яка під час злому виходить з ладу настільки катастрофічно, що не тільки зривається змова королеви проти Білосніжки, але й заплутуються всілякі історії. В основній сюжетній лінії Білосніжка стає злою і наймає сімох самураїв, щоб убити королеву, яку захищають гноми та деякі інші персонажі та намагається відновити систему.
Роман П. В. Катанезе Оповідання дзеркала (Наступні пригодницькі казки) (2010) є продовженням казки, дія якої відбувається в колишньому замку Рогезії. До того, як вона збожеволіла і стала Королевою-відьмою, Рогезія використовувала свою магію для лікування. Її доля незрозуміла і загадкова, але її привид з'являється, щоб зцілити отруєного персонажа.
У дитячій трилогії Половина часу Джеймса Райлі (2010—2013) герої вирушили врятувати бабусю Мей, яку вони вважали Білосніжкою. Зрештою вона виявляється Злою Королевою та справжнім антагоністом серіалу.
У Заклинанні бажань (2012), дитячому романі з циклу Країна історій Крістофера Колфера, Білосніжка помилувала Злу Королеву. Та втікає з ув'язнення, повертає своє чарівне дзеркало та возз'єднується з Мисливцем у віддаленому замку. Королева бажає завершити заклинання та посилає свою нову мисливицю (доньку Мисливця), щоб зібрати інгредієнти для нього. Вона захоплює головних героїв Коннера та Алекса та розкриває їм свою трагічну історію. Її справжнє ім'я Евлі, і колись вона була закохана та заручена з чоловіком, якого звали Міра. Коли Евлі відмовилася підкоритися бажанням злої чарівниці, він був проклятий і заточений в пастці в дзеркалі. Евлі прагнула помститися, убивши чарівницю, але вона не могла зняти прокляття. Відьма Хагата вилікувала розбите серце Евлі, вирізавши його та перетворивши на кам'яне серце, щоб Евлі могла відчувати емоції лише тоді, коли вона тримала його. Тоді Евлі прокралася до трону, убивши матір Білосніжки та вийшовши заміж за короля. Стан Міри почав погіршуватися, поки він не став розмитим відображенням, і він закохався в Білосніжку, а не в Королеву, і саме це так розлютило її та змусило наказати Мисливцю вбити Білосніжку. Використовуючи заклинання бажання, королеві вдається звільнити Міру, але він більше не здатний жити поза дзеркалом і помирає в її руках, і вони обидва поглинаються дзеркалом, яке колись утримувало Міру. Дзеркало потім розбивається. Пізніше з'ясовується, що Білосніжка сама дозволила їй втекти з підземелля, знаючи історію королеви. У сіквелі Чарівниця повертається (2015) Коннеру та Алексу вдається відновити дзеркало та зв'язатися з Евлі, але вони дізнаються, що вона збожеволіла, і прокляття дзеркала повністю захоплює її душу, як це сталося з Мірою.
У Місячних хроніках Марісси Маєр (2012—2015) королева Левана є головним антагоністом і еквівалентом Злої Королеви. Вона є правителькою Місяця, тіткою головної героїні Сіндер та мачухою принцеси Вінтер. Маючи серйозні шрами від опіків у дитинстві, вона або носить вуаль, або використовує свої здібності, щоб насолоджуватися надзвичайною красою. Найчесніша, новела-приквел, зосереджується на її передісторії.
Роман Хелен Оєємі Хлопчик, сніг, птах (2014) є інтерпретацією розповіді про Білосніжку, дія якої відбувається в Новій Англії 1950-х років. Оєємі сказала, що написала історію про злу мачуху, тому що «хотіла врятувати злу королеву від Білосніжки, тому що, здавалося, їй було важко бути лиходійкою з усіх боків. Вона була не надто ефективною — їй знадобилося, наприклад, три спроби, щоб убити Білосніжку. І я читала Ялівець Барбари Комінс, яка є переказом казки також з погляду злої мачухи, тож я почала бачити спосіб, як я можу зробити це для себе».
Темне мерехтіння Донни Джо Наполі (2015) переосмислює «Білосніжку» в середньовічній Італії, зосереджуючись на передісторії постаті Злої Королеви. Дольче — невинна, добра жінка, яка виросла, вважаючи себе огидною. Її перепади настрою та спроби вбити кохану падчерку є результатом отруєння ртуттю від виготовленого дзеркала.
У книзі Зла королева (2019) Джени Шоуолтера розповідається про Еверлі Морроу, старшокласницю, одержиму дзеркалами, яка дізнається, що їй пророкують стати Злою Королевою в казковому королівстві Енчантія. Вона намагається уникнути своєї долі. Історія продовжується в серії книг Ліс добра і зла.
У книзі Ребекки Віллоубі Зла королева (2024) чарівниця Ровена захопила трон після того, як організувала смерть свого чоловіка, короля. Попри її зловмисність, чаклунство Ровени не дає королівству піддатися таємничому явищу «потоп». Білосніжка не знає, що її законні претензії на трон є загрозою правлінню Ровени.

### Короткі літературні твори
Королева фігурує в багатьох оповіданнях. У розділі Білосніжка збірки Merseyside Fairy Story Collective (під редакцією Джека Зіпса) «Не робіть ставку на принца: сучасні феміністські казки в Північній Америці та Англії» (1986), злу королеву скинуто народною революцією. Інше оповідання, Казка про яблучко у збірці Емми Доног'ю «Поцілунки відьми: Старі казки в нових обкладинках» (1997), є сучасною екранізацією, у якій саме королева пробуджує Білосніжку від сну. Збірка оповідань Прісцилли Геллоуей Справді жахливі історії (1999) містить версію Білосніжки, розказану з погляду злої мачухи. В еротичній новелі Золото на снігу, опублікованій Елісон Тайлер у «Країні чудес Елісон» (2010), ревнива королева шпигує за падчеркою в домі гномів.
Сатирична еротична новела Роберта Кувера Мертва королева (1973) переказує казку з погляду принца, глибоко розчарованого Білосніжкою та її моторошними сексуальними стосунками з гномами. На похоронах королеви після її вогненної страти, коли її поховали в колишній скляній труні Білосніжки, він раптом зрозумів, що королева любила його і померла за нього. У відчаї він намагається повернути її до життя, поцілувавши її понівечений труп, але марно. Джеймс Фін Гарнер включив інший сатиричний погляд на Білосніжку у свою збірку Політкоректні казки на ніч (1994), у якій королева випадково зв'язується з Білосніжкою під час сцени з яблуком. Забувши, що яблуко, про яке йде мова, було отруєне, вона ділиться ним із Білосніжкою, і обидві падають у коматозному стані на підлогу. Коли гноми дізнаються про це, вони вирішують продати Білосніжку принцу, щоб він міг з нею зайнятися сексом. Однак, коли вони намагаються поворухнути тіла двох жінок, вони зривають заклинання, і жінки прокидаються, розгнівані та огидні тим, що почули. Потім королева заявляє, що гноми є порушниками, викидає їх з її лісу, і пізніше вони з Білосніжкою відкривають на тому самому місці спа для жінок.
Оповідання Кармен Бульози Бланканьєв (1992) досліджує концепцію жіночої сексуальності, зосереджуючись на стосунках між королевою та лісником (мисливцем), а також на «любовному» трикутнику між ними та Бланканьєвою (Білосніжкою). У ньому сексуально агресивна королева домінує над лісником, який, у своїй розповіді, звинувачує у своїй сексуальній слабкості чарівне зілля, яке він був змушений випити. У оповіданні Ніла Ґеймана Сніг, скло, яблука (1994) Королева є трагічною героїнею, яка відчайдушно бореться, щоб врятувати королівство від своєї таємної падчерки-вампірки. Наприкінці історії все це виявляється спогадом королеви, коли її заживо смажили у величезній печі за наказом Білосніжки та принца. Історія Ґеймана нагадує головну історію з Червона, як кров, або Оповідання сестер Гріммер (1983) Теніт Лі, у якій Королева-відьма намагається зупинити справжнього лиходія, свою падчерку Б'янку, яка насправді є вампіркою.
Снігова ніч, коротке оповідання, опубліковане в Феміністичних казках Барбари Г. Уокер (1996), королівський майстер полювання намагається розпалити ревнощі королеви до своєї падчерки. Однак королева сміється над відповіддю свого чарівного дзеркала, стверджуючи, що люди проходять через цикли і неможливо кинути виклик волі природи. Історія припускає, що традиційну версію казки насправді придумав вигнаний і божевільний мисливець, який зараз ув'язнений у далекій країні. У передмові Уокер писала: «Мачуха Білосніжки, схоже, була зневажена, тому що (а) вона ображалася на те, що вона менш красива, ніж Білосніжка, і (б) вона займалася чаклунством. Можна підозрювати, що жіноча краса насправді була більшою проблемою для чоловіків, ніж для жінок, тому що чоловіча сексуальна реакція значною мірою залежить від візуальних підказок… Королева, яка також була відьмою, була б грізною фігурою, додаючи політичний вплив до духовного. Таким чином, мачуха Білосніжки здається проєкцією чоловічих ревнощів». Правдива історія, ревізіоністське оповідання Пета Мерфі, опубліковане в збірці Чорний лебідь, білий ворон (1998), розповідає історію королеви, яка відіслала свою доньку, щоб уникнути кровозмішання свого чоловіка-педофіла та насильника, короля. Про принцесу в лісі піклуються сім відьом, і коли король помирає, її повертають, щоб правити королівством самостійно, а не на боці принца.

### Інші праці
Балет Маріуса Петіпа та Арсенія Корещенка Чарівне дзеркало 1903 року поєднує в собі казку братів Грімм із російським варіантом Казка про мертву царівну та сімох лицарів, у якій немає магічних елементів. Після того, як злі вчинки заздрісної королеви (спочатку її грала донька Маріуса Петіпа, Марі Петіпа) проти принцеси викриваються, а король погрожує їй ув'язненням, на неї нападає божевілля, вона визнає те, що наказала зробити, і падає мертвою.
В опері Роберта Вальзера 1904 року Білосніжка (та у фільмі Жуана Сезара Монтейру 2000 року Branca de Neve) підліток, слабкий принц сватається до Білосніжки, але замість того, щоб одружитися з нею, закохався в прекрасну королеву. Принц вважає, що лиходій є мисливцем, який є коханцем королеви, тоді як король не помічає нічого. Історія зосереджена на конфлікті між Королевою та Білосніжкою, і закінчується тим, що остання вирішує пробачити першу, і вони нарешті примиряються.

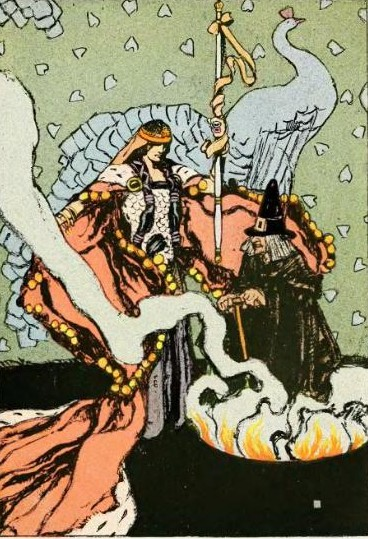
Королева Брангомар і відьма Хекс в ілюстрації до вистави Білосніжка і семеро гномів.

У п'єсі 1912 року Білосніжка та сім гномів, написаній Джессі Грем Уайт (Вінтроп Еймс), королева Брангомар ревнує принца Флорімонда до Білосніжки. Брангомар викликає відьму Хекс (Гексі), могутню хрещену матір. Зрештою Білосніжка прощає Королеву і, попри заперечення мисливця (Бертольда), який хоче смерті Брангомар, відпускає її неушкодженою. У кінематографічній адаптації п'єси 1916 року, німому фільмі Білосніжка, королева Брангомар (у виконанні Дороті Каммінг) і Відьма є двома окремими персонажами, і саме остання вимагає серце Білосніжки. Спершу переодягнувшись у діда, щоб дати Білосніжці отруєний гребінець, Королева фактично змінила свою стать. Зрештою, Брангомар карається перетворенням на павича. (В іншій частині вона просто зникає з фільму). Елементи з цих версій Білосніжки надихнули Disney на екранізацію.
У п'єсі Говарда Баркера Знання та дівчина (Справа про Білосніжку) (2002) королева є головною героїнею, яка намагається протистояти патріархальній та жінконенависній структурі двору королівства через свою розпусну сексуальність. Королева безплідна, і спочатку безсильний і жорстокий король фактично погоджується на безладне статеве життя своєї дружини. Білосніжка заздрить сексуальному досвіду королеви й намагається перевершити розпусту мачухи. Однак згодом король вирішує позбутися своєї королеви. У фінальній сцені, коли королева з'являється на весіллі Білосніжки та змушена взути розпечене залізо, вона має намір кинути їм виклик, страждаючи мовчки й нерухомо.
У франшизі Mattel Ever After High одним із головних персонажів франшизи є Рейвен Квін, дочка Злої Королеви, а також дочка Білосніжки Еппл Вайт. Рейвен — бунтарка, розчарована своєю долею стати новою королевою зла і бажає йти своїм шляхом. Більшість людей бачать у ній злу та підлу людину, але насправді її не розуміють: вона хоче бути собою та прагне переписати власну історію, доводячи тим самим, що зло не є спадковим. Сама Зла Королева замкнена в Дзеркальній в'язниці й часто ображає те, про що говорить Рейвен, включно з батьком Рейвен, Добрим Королем.
У історії серії відеоігор Темні притчі ревнива королева зачаровує короля, щоб він стратив близнюків Білосніжку та Росса Реда за фальшиву провину. Зрештою її викриває чарівна жаба, з якою колись раніше подружилася Білосніжка і яка виявилася Проклятим принцом. Вона тікає з королівства. У дебютному альбомі Еллен Рейд 2001 року Cinderellen міститься пісня In Defense of the Wicked Queen, яка розповідає історію з погляду королеви.

### Цитування
1. 1 2  Grimm 053: Little Snow-White. sites.pitt.edu. Процитовано 16 січня 2025.
2. ↑  Brothers Grimm (2002). Little Snow White. The Complete Fairy Tales. Routledge Classics. ISBN 0-415-28596-8.
3. ↑  Anderman, Gunilla M. Voices in Translation: Bridging Cultural Divides. с. 140.
4. ↑  Gikow, Louise. Muppet Babies' Classic Children's Tales.
5. ↑  Carruth, Jane. The Best of the Brothers Grimm. с. 19.
6. ↑  Heitman, Jane. Once Upon a Time: Fairy Tales in the Library and Language Arts Classroom. с. 20.
7. ↑  Ruth Solski, Fairy Tales Using Bloom's Taxonomy Gr. 3-5, page 15.
8. ↑  Van Gool, Snow White, page 39.
9. ↑  Nelson Thornes, Snow White and the Seven Dwarfs, page 32.
10. ↑  Richard Holliss, Bedtime Collection Snow White, page 82.
11. ↑  Elena Giulemetova, Stories, page 71.
12. ↑  Sara Maitland, From the Forest: A Search for the Hidden Roots of Our Fairy Tales, page 195.
13. ↑  Zipes 2011, p. 116.
14. ↑  Snow White: An Islamic Tale. Siraj Islamic Lifestyle Store. Процитовано 24 листопада 2023.
15. ↑  Snow White 'favourite fairy tale'. News.uk.msn.com. 23 травня 2014. Архів оригіналу за 29 травня 2014. Процитовано 28 травня 2014.
16. ↑  Sheldon Cashdan, The Witch Must Die: The Hidden Meaning of Fairy Tales, pages 11, 15, 35-37, 61.
17. ↑  Oliver Madox Hueffer, The Book of Witches.
18. ↑  Sharna Olfman, The Sexualization of Childhood, page 37.
19. ↑  Purkiss, Diane (2 вересня 2003). The Witch in History: Early Modern and Twentieth-Century Representations. Routledge. ISBN 1-134-88239-4.
20. ↑  Terri Windling, «Шаблон:Usurped».
21. ↑  Cay Dollerup, Tales and Translation: The Grimm Tales from Pan-germanic Narratives to Shared International Fairytales, page 339.
22. ↑  Diane Purkiss, The Witch in History: Early Modern and Twentieth-Century Representations, page 278.
23. ↑  Adam Uren. Miserably ever after: U of M professor's fairy tales translation reveals Grimm side. Rick Kupchella's - BringMeTheNews.com. Процитовано 8 грудня 2014.
24. ↑  Today's Fairy Tales Started Out (Even More) Dark and Harrowing. NPR.org.
25. ↑  
English Translation of the First Edition of the Grimm Brothers' Fairy Tales Now Available - Dread Central. Dread Central. 14 листопада 2014. Процитовано 8 грудня 2014.
26. ↑  Schwabe, p. 94.
27. ↑  Zipes, Jack (7 травня 2007). Fairy Tales and the Art of Subversion. Routledge. ISBN 978-1-135-21029-8.
28. ↑  Kawan, Christine Shojaei (2005–2006). Innovation, Persistence, and Self-Correction: The Case of Snow White (PDF). Estudos de Literatura Oral. 11—12: 238.
29. ↑  Beckford, William (1791). Popular Tales of the Germans, Volume 1. J. Murray. с. 1—73.
30. ↑  Zipes 2015, p. 262.
31. ↑  Kenny Klein, Through the Faerie Glass, page 124.
32. ↑  Snow, Glass, Apples: The Story of Snow White by Terri Windling: Summer 2007, Journal of Mythic Arts, Endicott Studio. Endicott-studio.com. Архів оригіналу за 22 лютого 2014. Процитовано 4 травня 2014.
33. ↑  Kay F. Stone, Some Day Your Witch Will Come, page 67.
34. 1 2 3  The Evolution of Snow White: 'Magic Mirror, on the Wall, Who Is the Fairest One of All?' | Cultural Transmogrifier Magazine. Ctzine.com. 1 червня 2012. Архів оригіналу за 21 жовтня 2013. Процитовано 31 липня 2013.
35. ↑  Tatar, Maria (2020). The Fairest of Them All: Snow White and 21 Tales of Mothers and Daughters. Harvard University Press.
36. ↑  Maria Tatar, The Hard Facts of the Grimms' Fairy Tales, pages 233—234.
37. 1 2  Berkowitz, Lana (27 березня 2012). Are you Team Snow White or Team Evil Queen? - Houston Chronicle. Chron.com. Процитовано 11 січня 2014.
38. 1 2  Donald Haase, The Greenwood Encyclopedia of Folktales and Fairy Tales, pages 777—778, 885.
39. ↑  Henk De Berg, Freud's Theory and Its Use in Literary and Cultural Studies: An Introduction, pages 102, 105.
40. ↑  Tatar, Maria (8 червня 2012). A Brief History of Snow White. The New Yorker. Процитовано 11 січня 2014.
41. ↑  Roger Sale, Fairy Tales and After: From Snow White to E.B. White, page 40.
42. ↑  Schwabe, p. 101—103.
43. ↑  Betsy Cohen, The Snow White Syndrome: All About Envy, pages 6, 14.
44. ↑  Bruno Bettelheim, The Uses of Enchantment: The Meaning and Importance of Fairy Tales.
45. ↑  John Hanson Saunders, The Evolution of Snow White: A Close Textual Analysis of Three Versions of the Snow White Fairy Tale, pages 71-71.
46. ↑  Jo Eldridge Carney, Fairy Tale Queens: Representations of Early Modern Queenship, page 94.
47. ↑  Mary Ayers, Mother-Infant Attachment and Psychoanalysis: The Eyes of Shame, page 97.
48. ↑  Sara Halprin, Look at My Ugly Face!: Myths and Musings on Beauty and Other Perilous Obsessions With Women's Appearance, page 85.
49. ↑  Rosemary Guiley, The Encyclopedia of Magic and Alchemy, page 17.
50. ↑  Robert G. Brown, The Book of Lilith, page 214.
51. ↑  Rosemary Guiley, The Encyclopedia of Witches, Witchcraft and Wicca, page 9.
52. ↑  Diane Purkiss, The Witch in History: Early Modern and Twentieth-Century Representations, page 285.
53. ↑  Journal of American Folklore, volume 90, page 297.
54. ↑  Zipes 2015, p. 478—479.
55. ↑  Cutler, David (29 березня 2012). Snow White's Strange Cinematic History - Scott Meslow. The Atlantic. Процитовано 11 січня 2014.
56. ↑  Zipes 2016, p. 53.
57. ↑  Schwabe, p. 103—110.
58. ↑  Disney Villains: Queen. Disney.go.com. Архів оригіналу за 27 лютого 2011. Процитовано 6 листопада 2013.
59. ↑  Golden Anniversary: Walt Disney's Snow White and the Seven Dwarfs, Gladstone 1987.
60. ↑  Ryan Gilbey, Jonathan Ross, The Ultimate Film: The UK's 100 Most Popular Films, page 19.
61. ↑  Axel Nissen, Actresses of a Certain Character: Forty Familiar Hollywood Faces from the Thirties to the Fifties, page 197.
62. ↑  Schwabe, p. 93.
63. ↑  Zipes 2011, p. 89.
64. ↑  Zipes 2011, p. 116, 120.
65. 1 2 3 4  Snow White through the years - Timelines - Los Angeles Times. Timelines.latimes.com. 30 березня 2012. Процитовано 11 січня 2014.
66. ↑  Review, St. Petersburg Times, July 16, 1961.
67. ↑  Holston, p. 258—259.
68. ↑  De "Pulgarcito" a "El dolor de pagar la renta": Las películas que hicieron famoso a Cesáreo Quezadas. 17 березня 2021.
69. ↑  Zipes 2011, p. 340.
70. 1 2  Zipes 2011, p. 124.
71. 1 2 3 4  Special feature: Popular screen adaptations of 'Snow White'. mid-day. 22 грудня 2014. Процитовано 5 січня 2015.
72. ↑  Schwabe, p. 110.
73. ↑  Zipes 2011, p. 124—125.
74. ↑  Schwabe, p. 110—118.
75. ↑  Slethaug, p. 230.
76. ↑  Schwabe, p. 113.
77. ↑  Zipes 2011, p. 125.
78. ↑  Stahl, John Daniel; Hanlon, Tina L.; Keyser, Elizabeth Lennox (12 серпня 2007). Crosscurrents of Children's Literature: An Anthology of Texts and Criticism. Oxford University Press. ISBN 978-0-19-513493-3.
79. ↑  Zipes 2011, p. 125—126.
80. ↑  Zipes 2016, p. 121.
81. ↑  7 Dwarves | 2005 Tribeca Festival. Tribeca. Процитовано 24 листопада 2023.
82. ↑  Solomon, Charles (31 липня 2015). Review: 'The Seventh Dwarf' a forgettable princess tale. Los Angeles Times (амер.). Процитовано 24 листопада 2023.
83. ↑  Schwabe, p. 91.
84. ↑  Schwabe, p. 118—119.
85. ↑  Schwabe, p. 118—126.
86. ↑  Holston, p. 259—260.
87. ↑  Schwabe, p. 119—124.
88. ↑  Schwabe, p. 126—128.
89. ↑  'Snow White' Lands Julia Roberts As Evil Queen, So How Does She Stack Up Against Charlize Theron?. MTV Movies Blog. 8 лютого 2011. Архів оригіналу за 11 лютого 2011. Процитовано 29 травня 2012.
90. ↑  Holston, p. 260—261.
91. ↑  Schwabe, p. 126—133.
92. ↑  Interview: "Snow White And The Huntsman" Director Rupert Sanders Talks Dark Fairy Tales & Kristen Stewart's Toughness. Complex. 2 червня 2012. Процитовано 5 липня 2014.
93. ↑  'Snow White's Charlize Theron: 'Evil Queen like The Shining character' - Movies News. Digital Spy. 7 червня 2012. Процитовано 5 липня 2014.
94. ↑  Holston, p. 261—262.
95. ↑  Schwabe, p. 133—137.
96. ↑  Smoodin, p. 22.
97. ↑  Zipes 2011, p. 102, 121.
98. ↑  Slethaug, p. 214.
99. ↑  Thomas, Kevin (28 травня 1993). MOVIE REVIEW : 'Happily Ever After': Sadly Disappointing. Los Angeles Times. Процитовано 29 травня 2012.
100. ↑  Non-Disney 'Snow White' Sequel Has Unhappy Box-Office Opening. Apnewsarchive.com. 1 червня 1993. Процитовано 20 березня 2014.
101. ↑  «SNOW WHITE REVISITED: THE QUEEN'S DEAD, BUT CONFLICT ISN'T BANISHED». Dayton Daily News. May 28, 1993.
102. ↑  Pre-register [Red Shoes: Wood Bear World] NOW! — через www.facebook.com.
103. ↑  Snow White and the Seven Robots: A Graphic Novel. Capstone Library. Процитовано 5 січня 2015.
104. ↑  Biancaneve. www.elvifrance.fr.
105. ↑  Zipes 2016, p. 131—132.
106. ↑  Oyeyemi, Helen (9 березня 2014). 'Boy, Snow, Bird' Takes A Closer Look Into The Fairy Tale Mirror. NPR. Процитовано 5 травня 2014.
107. ↑  Dwarfing Snow White: A Q&A with Helen Oyeyemi | National Post. Arts.nationalpost.com. 25 березня 2014. Архів оригіналу за 5 травня 2014. Процитовано 5 травня 2014.
108. ↑  Feminist Fairy Tales, page 20.
109. ↑  Snow White through the years - Timelines - Los Angeles Times. Timelines.latimes.com. 30 березня 2012. Процитовано 11 січня 2014.«Snow White through the years — Timelines — Los Angeles Times». Timelines.latimes.com. 30 March 2012. Retrieved 2014-01-11.
110. ↑  Smoodin, p. 45.
111. ↑  Schwabe, p. 2.